# Bifaz

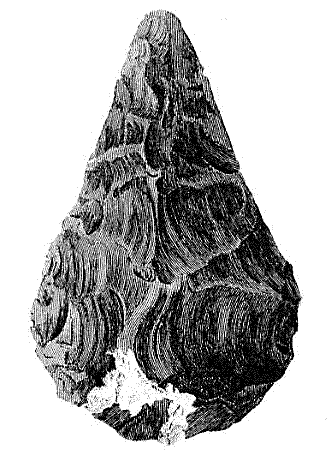
Primer bifaz publicado en la historia de la Arqueología, por John Frere (año 1800).

Un bifaz es una herramienta lítica prehistórica que servía para cortar, raspar y perforar otros materiales. Se trata de una piedra de gran dureza, generalmente sílex, que es tallada por ambas caras hasta conseguir una forma triangular con una base semicircular. El bifaz caracteriza una etapa de la Edad de Piedra: el Achelense, aunque se encuentra también, además, en el Paleolítico Medio e incluso con posterioridad. Su nombre contemporáneo proviene de que el modelo arquetípico sería una pieza de talla, generalmente, bifacial (esto es, con dos caras), de morfología almendrada y tendente a la simetría según un eje longitudinal y según un plano de aplastamiento. Los bifaces más comunes tienen la zona terminal en punta y la base redondeada, lo que les da su forma tan representativa, que se añade a la talla bifacial que cubre ambas caras total o parcialmente.
Los bifaces fueron las primeras herramientas prehistóricas reconocidas como tales: en el año 1800 aparece la primera representación de un bifaz, en una publicación inglesa de la mano de John Frere. Hasta entonces se les atribuía un origen natural y supersticioso (se les llamaba «piedras del rayo» —o ceraunias—, porque la tradición popular sostenía que se formaban en el interior de la tierra al caer un rayo, y que luego salían a la superficie; de hecho aún son usadas en ciertas regiones rurales como amuletos contra las tormentas). La palabra «biface», bifaz en francés, es utilizada por primera vez en 1920 por el anticuario Vayson de Pradenne, conviviendo este término con la expresión «hacha de mano» («coup de poing»), propuesta por Gabriel de Mortillet mucho tiempo antes, pudiendo decirse que solo debido a la autoridad científica de François Bordes y Lionel Balout se impuso el vocablo definitivo.
No obstante, dado que estas primeras definiciones del bifaz se basaban solo en piezas ideales (o clásicas), de talla tan perfecta que llamaban la atención incluso de los no entendidos, durante años se ha tenido una noción demasiado encajonada del objeto. Con el tiempo, la profundización en el conocimiento de este tipo lítico ha implicado una mejor comprensión de sus características, distinguiéndose entre un bifaz propiamente dicho y una pieza lítica bifacial; de hecho, tal como se entiende hoy día, un bifaz no siempre es una pieza bifacial y hay multitud de piezas bifaciales que no son en absoluto bifaces. En opinión del profesor Benito del Rey, de la universidad de Salamanca: «El nombre de “bifaz” debe reservarse para las piezas antiguas, anteriores al interestadial Würm II-III», aunque, asimismo, admite que ciertos objetos posteriores pueden excepcionalmente ser denominados bifaces (Benito del Rey, op. cit., 1982, página 305 y nota 1).
Tampoco debe identificarse bifaz con hacha. Desafortunadamente el vocablo hacha ha sido, durante mucho tiempo, una palabra comodín en tipología lítica para una gran diversidad de utensilios líticos, sobre todo en una época en la que se ignoraba la verdadera utilidad de muchos de ellos. En el caso concreto del bifaz paleolítico, hacha es un término inadecuado. Ya se indicó en los años 60: «hay que rechazar[lo] como interpretación errónea de esos objetos que no son “hachas”». Argumento corroborado por posteriores investigaciones, sobre todo sobre las huellas de uso, como se podrá ver más adelante.

## Politetismo
Es cierto que el modelo de bifaz más característico y repetido presenta, en su extremo terminal, una zona apuntada u ojival, filos cortantes laterales y una base más o menos redondeada (es decir, los bifaces de morfología lanceolada y los amigdaloides, así como otros de la misma «familia»). Sin embargo, el bifaz es un instrumento cuya forma puede variar mucho, ya que los hay circulares, triangulares, elípticos, etc. Su tamaño medio oscila entre 8 y 15 centímetros, aunque los hay más grandes y más pequeños.

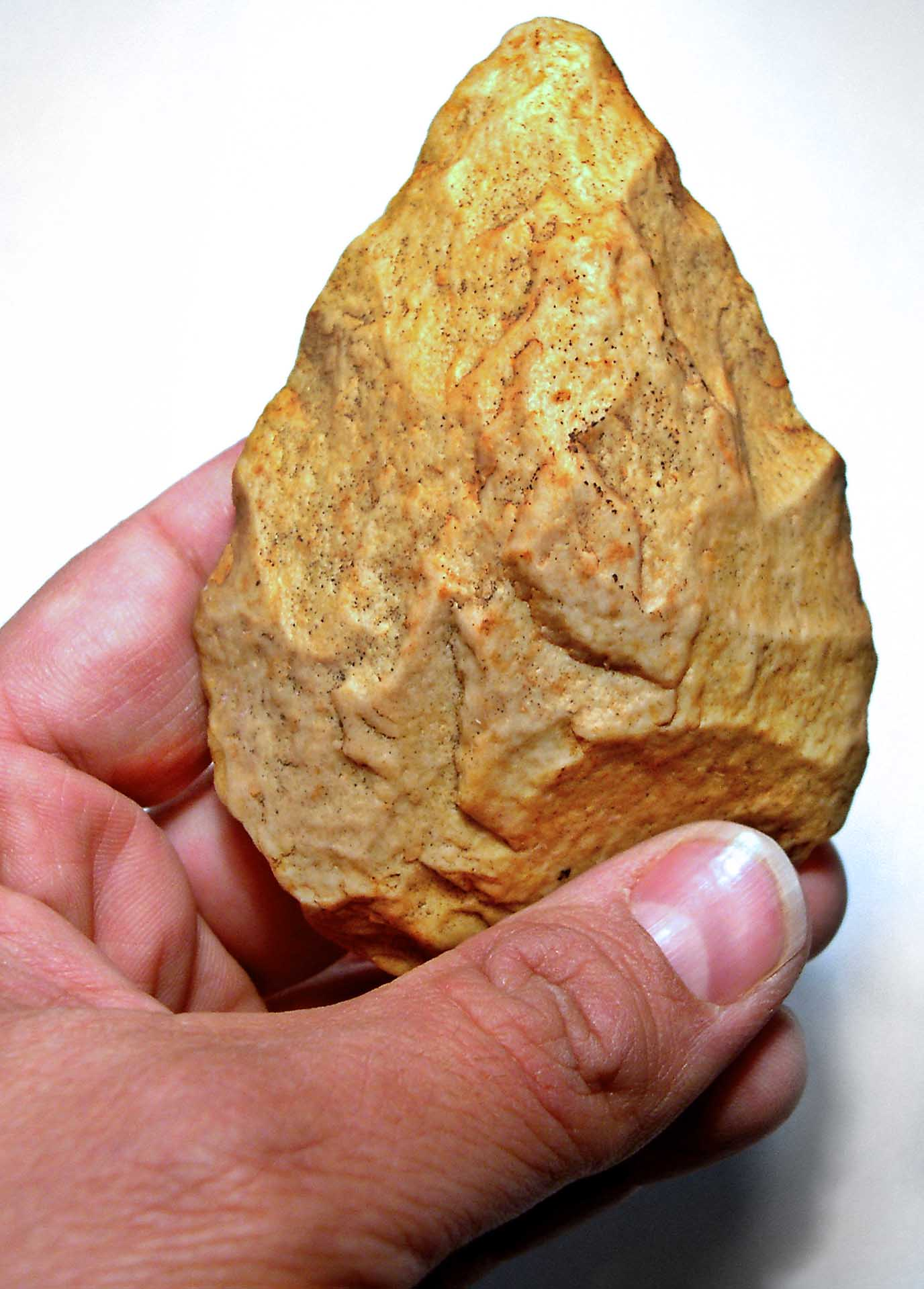
Bifaz achelense típico.

Tecnológicamente, se caracterizan porque se fabrican sobre canto, bloque o lasca, por medio de una hechura bifacial, con negativos de lascados que, por lo común, invaden la pieza en sus dos caras. Esta talla puede realizarse con percutor duro (de piedra), pero puede completarse, para obtener resultados más finos, con percutor blando (de cuerna). Sin embargo, en el aspecto tecnológico el bifaz también presenta numerosas excepciones: por ejemplo, los llamados monofaces están tallados por una sola cara y los bifaces parciales conservan una gran porción de la corteza natural del soporte, con lo que a veces es fácil confundirlos con cantos tallados; y los «bifaces de economía», al estar tallados sobre soportes muy adecuados (generalmente lascas), apenas se elaboran con unos pocos retoques.
En resumen, a pesar de que el bifaz es un tipo lítico de personalidad reconocida por múltiples escuelas tipológicas y por diferentes paradigmas arqueológicos, y a pesar, también, de ser fácilmente reconocible (al menos los ejemplares más característicos), sus límites son prácticamente imposibles de determinar debido a su personalidad politética: es decir, el modelo ideal reúne una serie de atributos bien definidos, pero ninguno de ellos es necesario ni suficiente para que una pieza en concreto sea considerada un bifaz. Unos cuantos de esos atributos bastan para la identificación del útil, aunque falten otros tantos.

«La talla de un bifaz funciona como un encadenamiento complicado de gestos técnicos que sólo llegamos a veces a desvelar en sus últimos estadios, lo que complica su estudio. Si esa complicación de intenciones al fabricar un bifaz la unimos a su variedad de formas [...] nos daremos cuenta de que el bifaz es un útil de los más problemáticos y complejos en la Prehistoria»
Benito del Rey, op. cit. 1982, páginas 314 y 315.

## Cronología y geografía del bifaz
Ateniéndose a los bifaces del Paleolítico Inferior y Medio, existe bastante consenso acerca de la aparición del bifaz a partir del Olduvayense africano. En efecto, los bifaces más antiguos conocidos proceden de África, hace cerca de un millón novecientos mil años (cuando menos, en el yacimiento de Konso-Gardula y Melka Kunturé, al sur de Etiopía): los primeros son toscos, por lo que es más adecuado clasificarlos como «protobifaces» (son rudimentarios, gruesos y escasos), si bien los verdaderos bifaces de contornos simétricos datan, en esos mismos lugares, de hace aproximadamente un millón doscientos mil años.
Los niveles más antiguos de Dmanisi (Georgia), designados con los números II, III y IV, han deparado cerca de un millar de objetos tallados, pero no incluyen ningún bifaz. Aunque en Europa y Asia se conocían numerosos yacimientos preachelenses sin bifaces (algunos de ellos sólidamente fechados), hasta que se descubrieron los fósiles de Dmanisi (además de los de Atapuerca, algo posteriores) no se pudo cuestionar la idea defendida por ciertos estudiosos que consideraban que los seres humanos habían salido de África con utillaje relativamente evolucionado, que incluiría los bifaces; desde entonces ha podido hablarse con propiedad de un Paleolítico inferior arcaico (preachelense) fuera de África. Es decir, que los primeros humanos no africanos desconocían los bifaces y sus industrias se basaban en lascas y cantos rudimentariamente tallados. Existen ciertas teorías propuestas para explicar por qué en África se usaron bifaces durante cientos de miles de años, mientras que fuera de este continente la tecnología era mucho más primitiva:

Si se marcharon de África fue porque pasó algo que les hizo marcharse. Los humanos, si estamos bien en un lugar, normalmente nos quedamos. Y lo que les hizo marcharse, muy probablemente, fue la competencia con otros humanos. A partir del momento en que unos grupos adquirieron la tecnología achelense y empezaron a explotar los recursos naturales de modo más eficiente, los grupos que no la adquirieron se vieron obligados a cambiar de residencia para ganarse la vida. Y debieron de hacerlo hace poco más de un millón y medio de años, que es la fecha en que apareció el Achelense
Eudald Carbonell y Josep Corbella, op. cit., 2000, página 76.

Se constata que, en Europa, y más concretamente en Francia e Inglaterra, los bifaces más antiguos no aparecen hasta el interglaciar Günz-Mindel, más o menos, hace 750 000 años, en el llamado complejo Cromeriense, aunque su generalización se produciría en el llamado Abbevillense, considerado en principio una cultura independiente —antecesora del Achelense— y que, hoy día, se ha incluido en este, como una facies arcaica, dentro del Achelense Antiguo, o como forma de designar determinados bifaces toscamente trabajados.

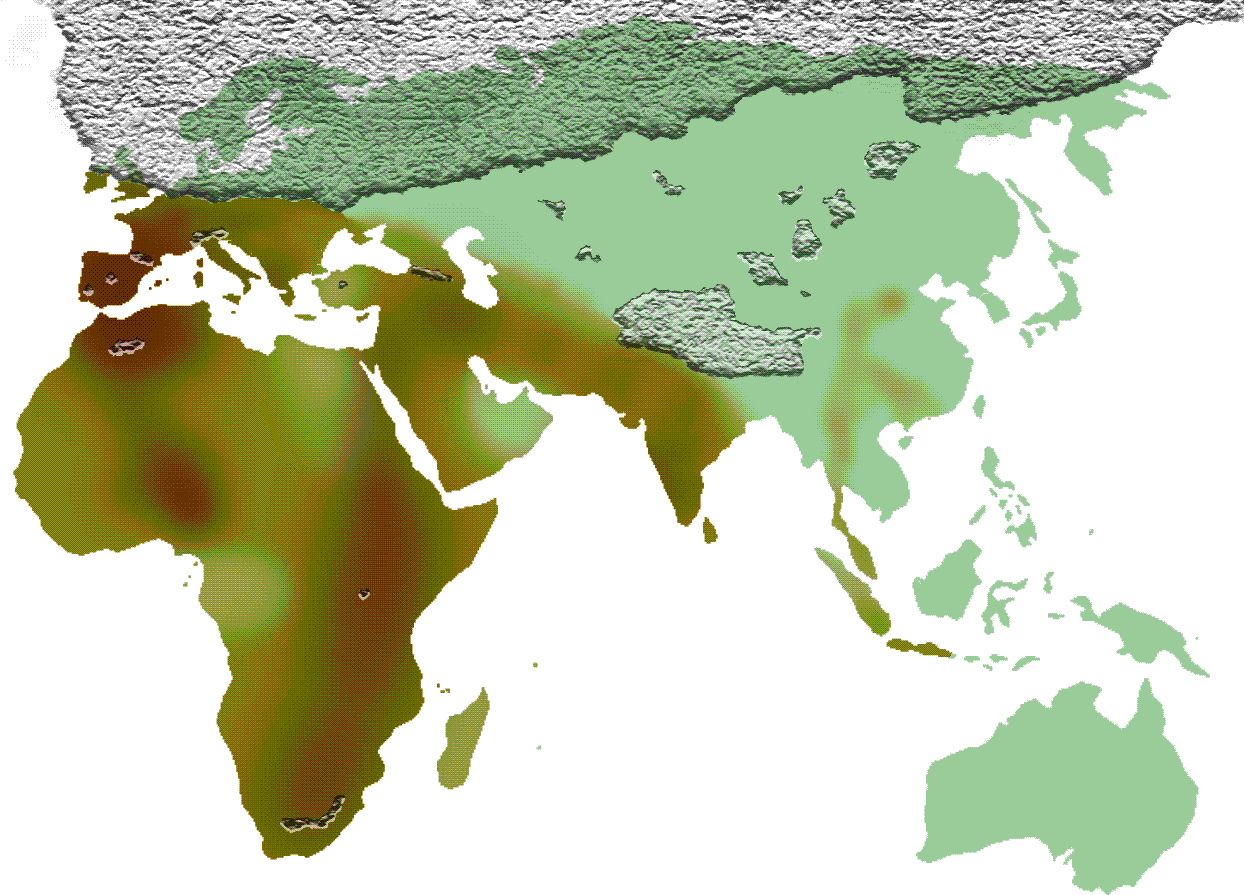
Mapa aproximado del reparto de las culturas con bifaces durante el Pleistoceno Medio (Achelense)

El apogeo de los bifaces se produce en una extensísima área del Viejo Mundo, especialmente durante la glaciación Riss, en un complejo cultural de carácter casi cosmopolita conocido como Achelense. En una zona más reducida, sobrevive durante el Paleolítico Medio, siendo especialmente importante en la facies llamada Musteriense de tradición Achelense, hasta mediados de la glaciación Würm.

(En Europa) «Se encuentran pequeños bifaces desde el Achelense superior hasta el Auriñaciense
Pierre-Jean Texier (página 18)

Por lo que respecta al continente asiático durante el Paleolítico Inferior, los bifaces aparecen en el Subcontinente Indio y en Oriente Medio, al sur del paralelo 40° N, pero están ausentes al este del meridiano 90° E; de tal modo que el arqueólogo estadounidense Hallam L. Movius estableció una frontera entre las culturas con bifaces, hacia el oeste, y las que mantienen la tradición lítica basada en los cantos tallados y las lascas retocadas, como la industria de Zhoukoudian, la cultura Fen y la cultura de Ordos en China, o sus equivalentes de Indochina. Excepcionalmente el Padjitaniense de Java es el único que presenta bifaces en una situación tan oriental.
Desde los primeros experimentos de talla pudo comprobarse la relativa facilidad con la que es posible fabricar un bifaz: esto podría ser, en parte la clave de su éxito. Por otra parte, no es un instrumento muy exigente respecto al tipo de soporte, ni de roca, siempre que la fractura sea concoidea. Admite la improvisación y las correcciones, sobre la marcha, sin necesidad de planificar excesivamente y, sobre todo, no es necesario un aprendizaje largo ni sacrificado. Todo unido, ha hecho que los objetos de talla bifacial sean extremadamente persistentes a lo largo de toda la Prehistoria. A esto, se une su falta de especialización funcional, siendo potencialmente eficaces en una enorme variedad de tareas, desde las más pesadas, como cavar la tierra, talar un árbol o romper un hueso, hasta las más delicadas, como cortar la coyuntura de una articulación, filetear la carne o perforar diversos materiales.
Por último, el bifaz constituye una forma prototípica que, refinándose, da lugar a tipos más evolucionados, especializados y sofisticados, como puntas de proyectil, cuchillos, azadas, hachas, etc.

## Análisis
Dadas las dificultades tipológicas para determinar los límites de lo que es un bifaz, es importante, en su análisis, tener en cuenta el contexto arqueológico del que procede (ubicación geográfica, estratigrafía, otros elementos asociados del mismo nivel, cronología...). Igualmente, al ser una pieza de orígenes tan antiguos, es necesario estudiar su estado físico (estableciendo las alteraciones naturales: pátina, lustre, rodamiento, alteraciones mecánicas —roturas—, térmicas y/o físico–químicas que ha sufrido, para poder distinguirlas de las cicatrices dejadas por la mano humana).
La materia prima es un factor significativo en el estudio de los bifaces, no tanto por el resultado que se puede obtener al trabajarla, sino para intentar comprender la economía de abastecimiento de los humanos prehistóricos y sus movimientos a través de su entorno. En la Garganta de Olduvai (Tanzania), los lugares más próximos para abastecerse de materia prima distan unos diez kilómetros de los asentamientos; en cambio, en las terrazas fluviales de Europa occidental, el sílex o la cuarcita son accesibles por doquier; esto implica, necesariamente, distintas tácticas de aprovisionamiento y aprovechamiento de los recursos disponibles. En cambio, la mejor o peor respuesta a la talla de la materia prima es, comparado con lo anterior, un factor subsidiario, ya que los artesanos paleolíticos eran capaces de adaptar su estrategia de trabajo a lo que tuvieran a mano, obteniendo los resultados más o menos deseados, incluso con las rocas más rebeldes, tal como han comprobado numerosos especialistas (Bordes, Tixier, Balout: en Benito del Rey, 1982, op. cit. páginas 306-307; Hayden, Carol et alter, Jeske, etc.: en Torrence, 1989). A pesar de ello es importante anotar el tipo de grano, su textura, la presencia de diaclasas, vetas, impurezas, conos de fractura…
Para cubrir el estudio de la utilización, se indica si existen trazas de uso visibles macroscópicas: como seudorretoques, roturas y flexiones de utilización, incluso lustre. Si la pieza estuviese en buen estado, se podría preparar para un estudio trazalógico microscópico, asunto que se tratará más abajo. Aparte de estas generalidades, comunes a toda pieza arqueológica tallada, los bifaces necesitan un análisis técnico de su hechura y un análisis morfológico.

### Análisis técnico
El análisis técnico trata de elucidar cada una de las fases de la cadena operativa de un bifaz, la cual es muy flexible: puede cargar la mayor parte del trabajo en cualquiera de sus eslabones o repartirlo equilibradamente. Este tipo de examen comienza por las estrategias de aprovisionamiento de la materia prima, la manufactura propiamente dicha, la utilización, el reavivado o transformación del utensilio a lo largo de su vida útil y, por fin, su abandono.
Es posible esmerarse en la búsqueda de una materia prima de más calidad, o en un soporte más apto (así, se invierte más en obtener un buen fundamento, pero se ahorra después el trabajo de la talla, es decir, se traslada el esfuerzo al principio de la cadena operativa); igualmente el artesano puede centrar la mayor parte del trabajo en la hechura, de modo que no importa si se parte de una base más o menos apropiada, minimizando riesgos a costa de una carga mayor al final de la cadena operativa.

#### Soporte y reserva

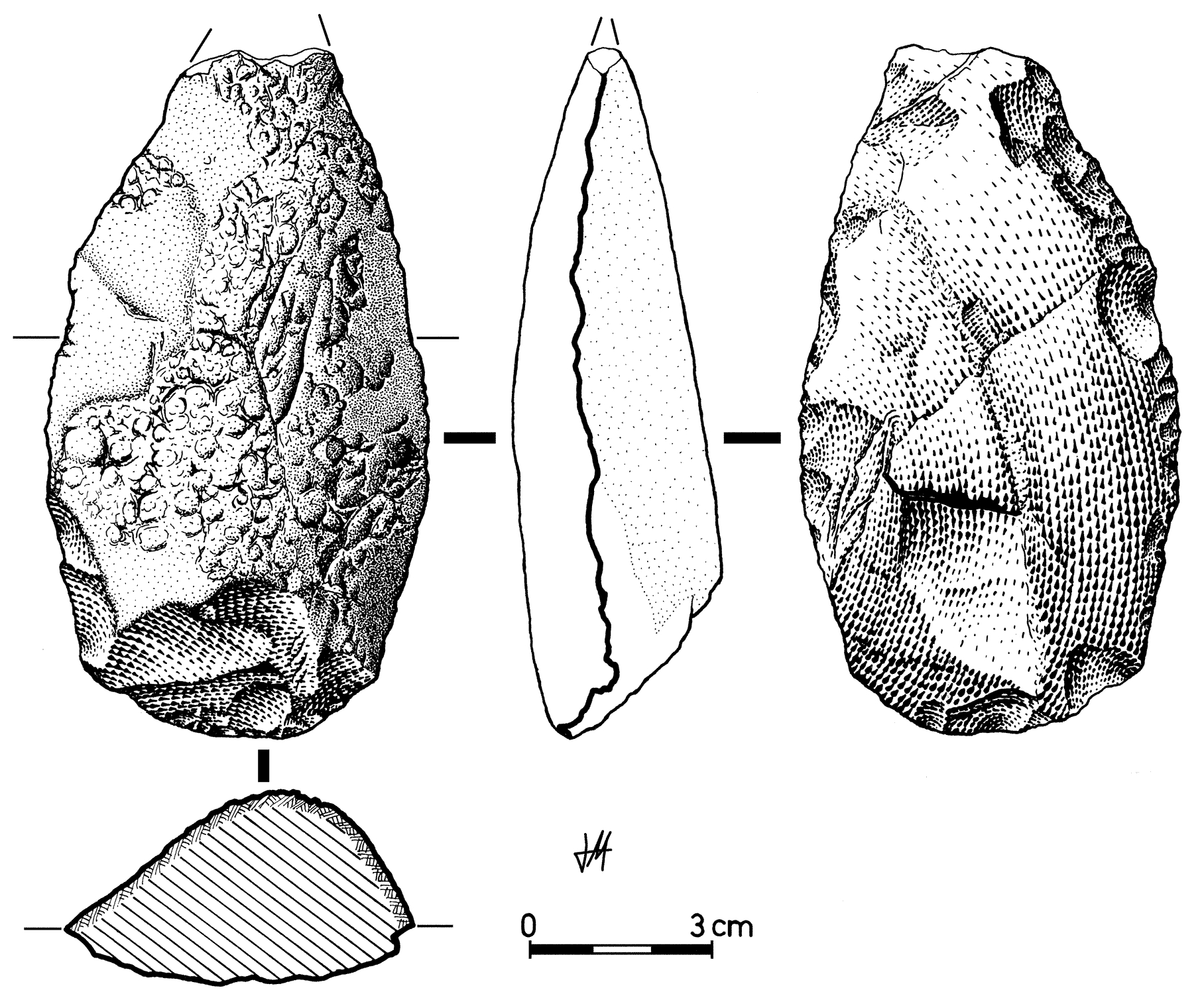
Bifaz achelense de economía sobre una gran lasca de cuarcita (dirección de percusión: lateral).

Lo más habitual es que los bifaces se fabriquen sobre cantos rodados o nódulos, pero muchos de ellos también tuvieron como soporte una gran lasca. Los bifaces sobre lasca aparecen desde el principio del Achelense y se van generalizando con el tiempo. Cuando se da el caso, la hechura es más sencilla, más somera, pues no hay que modificar tanto el soporte, ya que las lascas, a menudo, tienen una forma muy adecuada, permiten un mayor rendimiento y unos pocos lascados permiten tener la herramienta acabada, incluso es más fácil obtener aristas rectilíneas. Cuando se analiza un bifaz sobre lasca hay que considerar la posibilidad de que ésta sea predeterminada (Levallois o similar); en todo caso, es necesario indicar las características que tiene: tipo de lasca, talón, dirección de percusión.
Reserva: por reserva se entiende la corteza natural del soporte lítico (guijarro, pequeño bloque, nódulo, gran lasca o plaqueta de piedra), que, debido a la erosión y a las alteraciones físico-químicas, es decir, la meteorización, hacen que el exterior del canto sea diferente del interior. A menudo recibe el nombre de córtex o, simplemente zona cortical, en el caso del chert, el cuarzo o la cuarcita; la alteración es básicamente mecánica y, aparte del color y el rodamiento, mantiene las mismas características (dureza, tenacidad...). Sin embargo, el sílex está rodeado de una corteza caliza, blanda y sin provecho para la talla lítica. En el caso de los bifaces, al ser útiles nucleares, conviene indicar la cantidad y localización del córtex para comprender mejor el tipo de hechura, o trabajo que se ha realizado. Aunque lo normal es pensar que, a mayor presencia de corteza, esto es, a mayor zonas en bruto, más arcaica parece la pieza, la reserva no debería tomarse como criterio evolutivo o cronológico.
Muchos bifaces parcialmente tallados no son necesariamente arcaicos, simplemente es que no necesitaban más trabajo, son bifaces de economía. Por el contrario, cuando un soporte es poco adecuado, necesita una hechura más prolongada. Hay bifaces cuyo soporte es irreconocible debido a la profunda y completa talla que ha sufrido la pieza, lo que elimina cualquier vestigio original del mismo.
Se pueden diferenciar los siguientes apartados en este campo:
|  |  |

- Monofaces: (a veces, también llamados unifaces) solo están tallados por una de sus caras y la reserva ocupa totalmente la opuesta. La talla monofacial no impide clasificar este tipo de piezas como bifaces; por otro lado, ésta tampoco es ningún rasgo de arcaísmo, por lo que la presencia de monofaces no es, en ningún caso, un indicador cronológico.

- Bifaces parciales: La reserva afecta a la base y la parte central. La zona en bruto que, evidentemente, no es cortante, alcanza hasta 2/3 partes de la longitud de la pieza.

- Bifaces de base reservada: Solo tienen la base reservada, que no es cortante, pero el córtex no supera un tercio de la longitud máxima. En algunos casos, a la reserva basal puede sumarse una reserva lateral, afectando a una de las aristas, que sería, pues, roma: es lo que se denomina «dorso natural». Ya en el siglo XIX, Gabriel de Mortillet puso el énfasis en la presencia de dorsos corticales o basales que dejan una zona no cortante en el perímetro de la pieza: «Incluso algunas de las piezas mejor trabajadas se aprecia habitualmente, unas veces en la base, más a menudo en un lateral, una pequeña área dejada sin talla, en bruto. Se podría pensar en un descuido o en un defecto. Pero lo más frecuente, por tanto, lo más plausible, es pensar que se trata de algo intencional. Hay un buen número de bifaces con la base en bruto, sin tallar o parcialmente desbastada... son piezas en las que se ha dejado adrede una zona de agarre que se denomina talón. Este talón sirve de asidero, pues es una zona de fácil prensión»[21] (actualmente, no se descarta esta idea, pero no ha podido ser probada ni generalizada).

|  |  |

- Bifaces con reserva residual en la arista: Son bifaces con todo el perímetro cortante, excepto algún pequeño dorso parcial o zona cortical (dejando una pequeña zona sin filo). Ese pequeño dorso puede ser basal, lateral u oblicuo. En cualquier caso, este dorso debe ser pequeño, dejando a cada lado, sendas aristas cortantes.
- Bifaces con todo el perímetro cortante: En este caso todo el perímetro del bifaz está tallado y posee un filo cortante, lo que no impide que queden zonas residuales de corteza en alguna de las caras, sin que estas afecten a la efectividad de las aristas.

#### La hechura
La hechura es la manufactura propiamente dicha. Lo más normal es que esta sea la fase más importante en la fabricación de un bifaz, aunque no siempre ocurre así, como se ha indicado en el caso de los bifaces sobre lasca o sobre un guijarro muy adecuado. Cuando se estudia la elaboración de un bifaz es necesario identificar el tipo de percutores que han intervenido en ella. Si hay varios tipos de percutor, es imprescindible indicar el orden y el resultado de cada uno. Por supuesto, habrá casos en los que no sea posible apreciar el tipo de percutor, pero las opciones más habituales son:

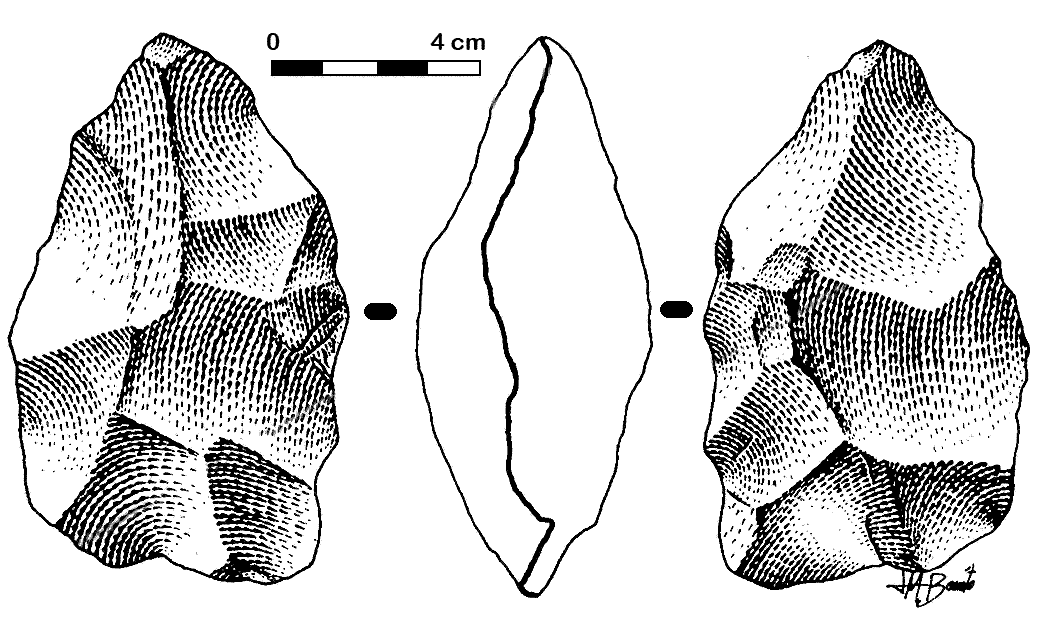
Bifaz tallado con percutor duro, sin rectificación.

- Los bifaces tallados exclusivamente con percutor duro,[22] sin posterior rectificación de aristas. La utilización de un percutor de piedra es lo más habitual en la hechura de un bifaz achelense; el resultado es, la mayoría de las veces, muy característico ya que proporciona piezas gruesas y con bordes irregulares, debido a que los negativos de los lascados tienen un contraconcoide muy pronunciado. Los lascados son escasos, anchos y cortos (muy profundos), que se llevan, en el talón, grandes trozos de arista: la concavidad tan acentuada de los lascados provoca aristas sinuosas. La sección es irregular, a menudo sub-losángica; la intersección entre las dos caras de la pieza genera un ángulo abierto, del orden de 60° a 90° sexagesimales. Dado que, en estos bifaces, no se rectifican las irregularidades de la talla, su aspecto es similar al de los núcleos; de hecho, las lascas obtenidas eran aprovechadas en la secuencia productiva. Es común que este tipo de hechura proporcione «bifaces parciales» (esto es, con la talla incompleta, dejando amplias zonas de la superficie original del soporte), «monofaces» (bifaces tallados por una sola cara), «bifaces de estilo Abbevillense» y «bifaces nucleiformes». Generalmente, este tipo de hechura es un síntoma de arcaísmo, pero no puede tomarse como un indicador cronológico, a no ser que el conjunto lítico vaya acompañado de datos arqueológicos contextuales que permitan datar la industria.

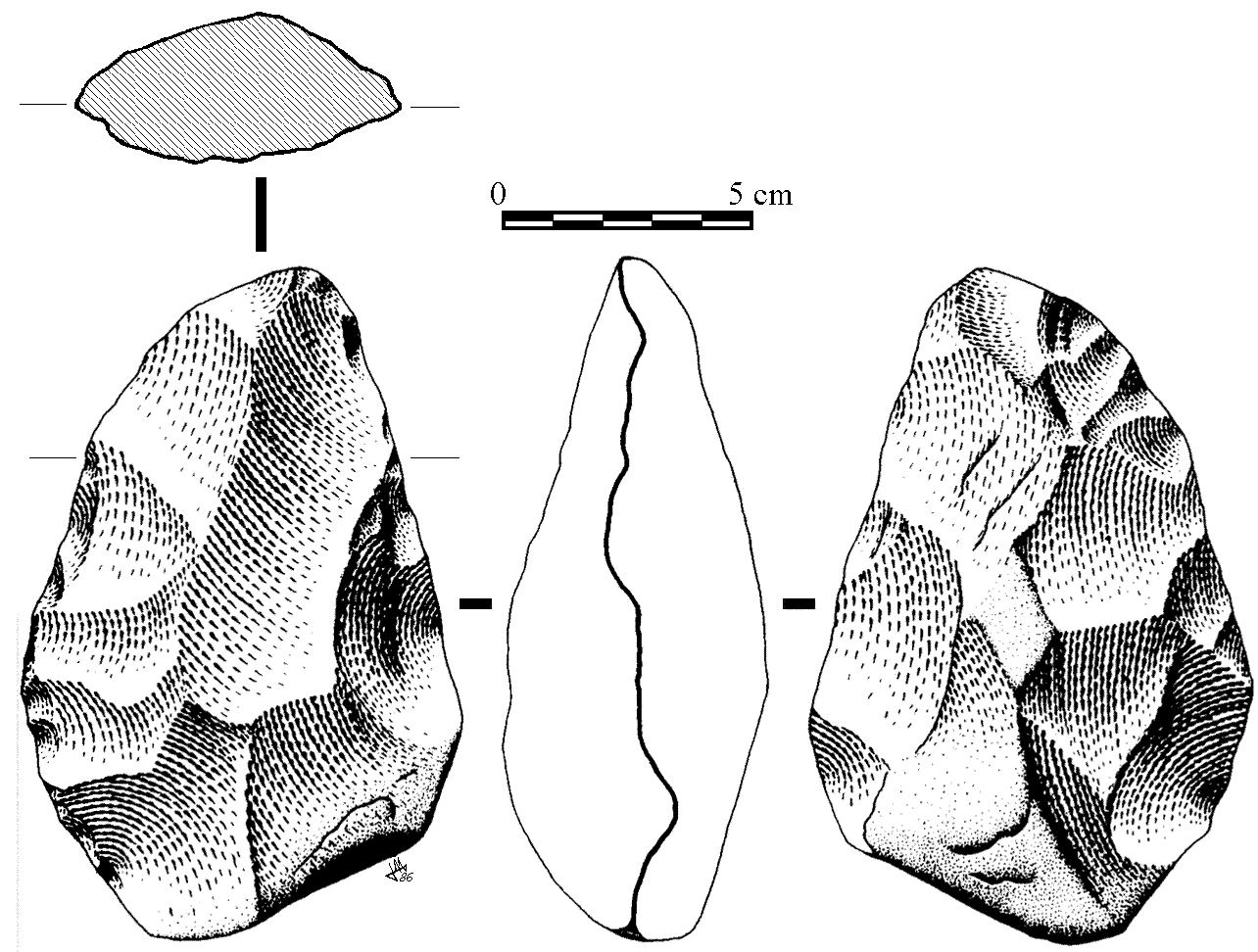
Bifaz tallado con percutor duro, con las aristas rectificadas también con percutor duro.

- Los bifaces tallados con percutor duro y aristas rectificadas también con percutor duro tienen un aspecto algo más equilibrado, puesto que la rectificación consiste, precisamente, en una segunda (o tercera) serie de lascados, también como se ha dicho, con percutor duro, que regulariza las imperfecciones y proporciona un acabado más correcto. La rectificación es, a menudo, llamada también retalla[23] y, unas veces se realiza por medio de lascados invasores y, otras veces, son golpes más pequeños, marginales, aplicados solo en las sinuosidades más marcadas, y, a menudo, reflejados, dejando marcas escaleriformes. La rectificación de aristas con percutor duro se da desde el principio del Achelense, y persiste incluso hasta el Musteriense, por lo que tampoco puede tomarse como indicador cronológico (para poder considerarlo como una señal evolutiva, debe ir acompañado de otros datos arqueológicos complementarios e independientes). En todo caso, los bifaces resultantes suelen tener una silueta menos pesada, más clásica, de «forma almendrada» u «oval», tendente a la simetría y con menor proporción de corteza (es decir, de la superficie original del soporte). No es seguro, al igual que ocurre en los casos que se citan a continuación, que la retalla tenga siempre como objetivo atenuar la sinuosidad de las aristas y eliminar irregularidades; de hecho, es posible comprobar fehacientemente que en ciertos casos la retalla tiene como finalidad reavivar un filo embotado por el uso o una punta deteriorada.[24]

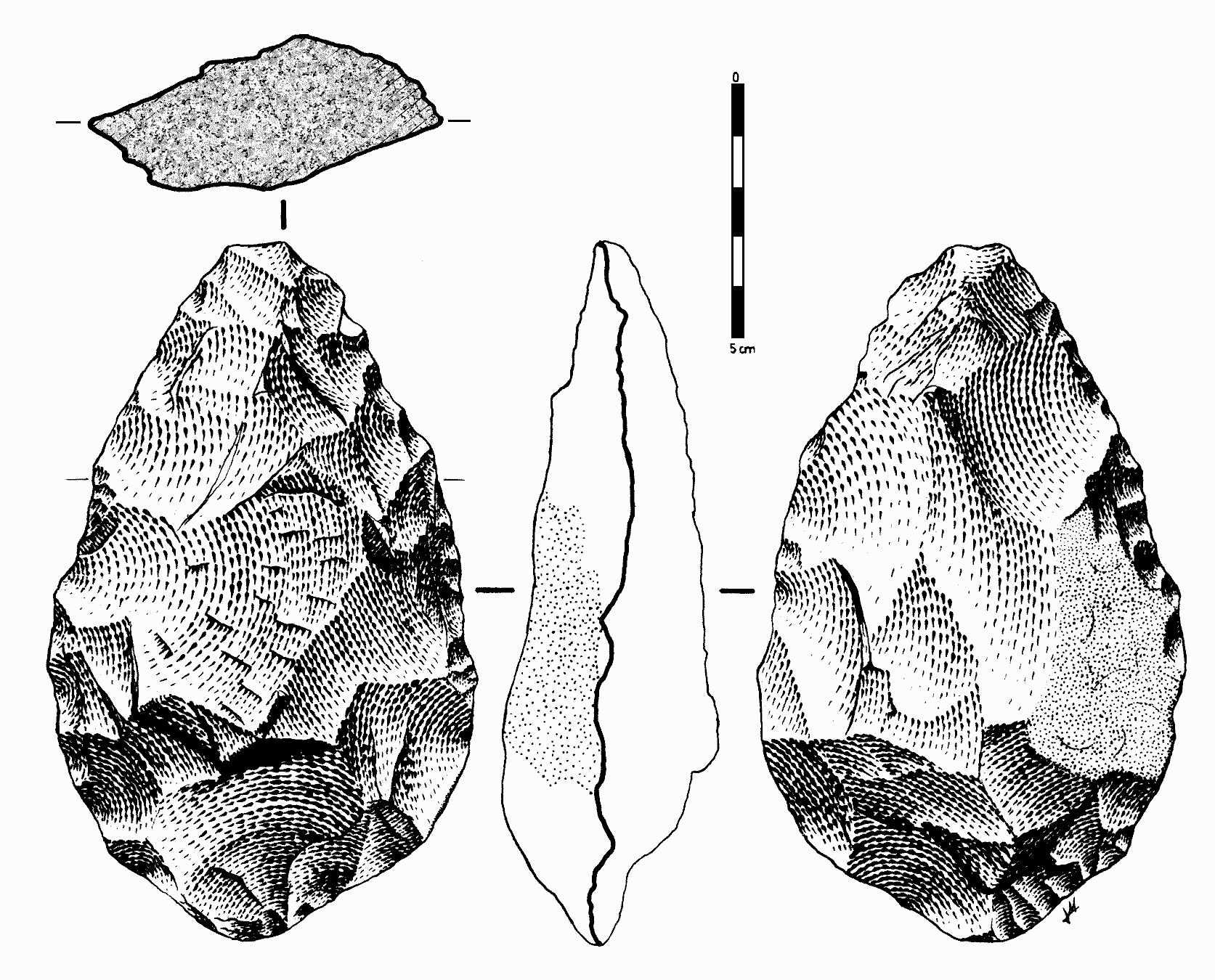
Bifaz probablemente desbastado con percutor duro y rectificado posteriormente con percutor blando.

- Los bifaces desbastados con percutor duro, hasta conseguir una preforma y terminados con percutor blando: son aquellos en los que es posible diferenciar lascados anchos y cortos, con profundos contraconcoides (restos de la primera fase de la hechura, esto es el desbastado), y luego han sido afinados con percutor blando (de cuerna o de madera dura) dejando cicatrices más suaves, con un contraconcoide apenas visible, con marcas menos profundas, pero más dilatadas, invasoras y, a veces, con pequeñas y abundantes ondas de fractura. Resulta complicado, a menudo, distinguir los lascados realizados con uno y otro percutor, ya que el percutor duro, si es pequeño y se aplica adecuadamente, puede deparar marcas muy similares, confusas. Los bifaces así obtenidos suelen ser equilibrados, simétricos y, a veces, incluso relativamente aplanados. De cualquier modo, la talla con percutor blando aparece en el achelense pleno, por lo que es, cuando menos, una orientación post quem, pero no permite mayores precisiones. Su mayor ventaja respecto al percutor duro radica en que permite extraer lascas más invasoras, pero también más finas y con un talón apenas desarrollado, lo que permite mantener, o incluso mejorar, la eficacia del filo, con un mínimo gasto de materia prima. El inconveniente es que es muy exigente con la materia prima, requiriendo rocas de mejor calidad. Sin embargo, aún no existen estudios que permitan contrastar si la retalla con percutor blando incrementa el rendimiento de la materia prima por kg, tampoco existen datos sobre la diferencia en gasto de energía en uno u otro percutor, aunque hay quien considera que el percutor blando requiere más esfuerzo, una mayor curva de aprendizaje, aunque, en contrapartida ofrece más lascas con un menor gasto en materia prima.[18]

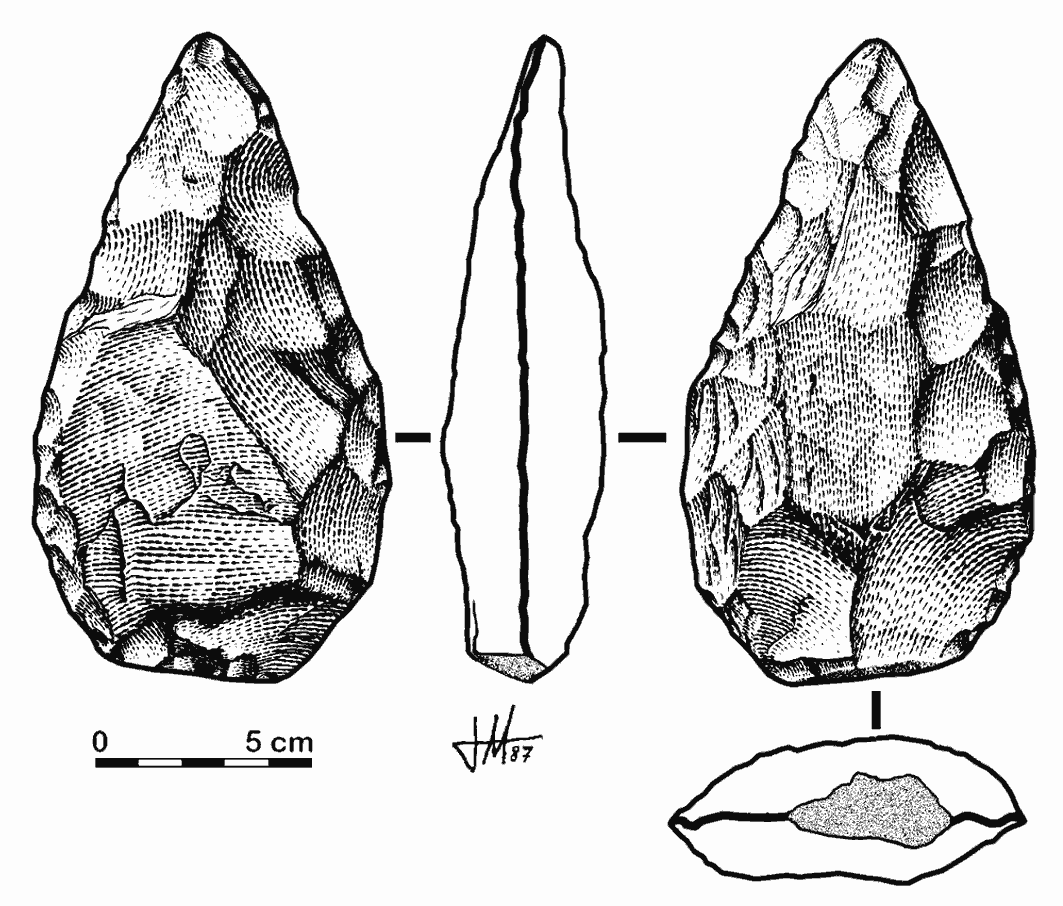
Bifaz tallado con percutor blando, sin que se aprecien huellas de percutor duro.

- Los bifaces tallados y rectificados exclusivamente con percutor blando[22] son mucho más raros. De hecho es más que posible que también hayan sido inicialmente desbastados con percutor duro, pero la talla cubriente, regular e invasora del percutor blando ha borrado todo vestigio del mismo. El percutor blando no puede atacar directamente cualquier plataforma de percusión y no es del todo adecuado para ciertas materias primas, y ambas deben ser accesibles a esta técnica; por eso, se necesita, bien una talla previa con percutor duro, o bien comenzar con una lasca como soporte, ya que su filo es frágil (también sirven cantos muy aplanados y plaquetas). Es decir, que, aunque toda la hechura de un bifaz se haya hecho con percutor blando, es plausible suponer que también existe una fase de desbastado para preparar una preforma, y una o varias fases de rectificación para terminar la pieza; lo que no está claro es la separación de ambas fases (pudiera ser que todo el trabajo se realizase en un solo ciclo operativo). La hechura con percutor blando permite un mayor control sobre la talla, y, además, gasta menos materia prima, de modo que se obtienen filos más largos, más agudos, más uniformes, y se alarga la vida útil de la pieza. Los bifaces tallados totalmente con percutor blando suelen ser extremadamente armoniosos, simétricos y planos, con aristas muy rectilíneas o torsas y con negativos de lascados muy sutiles, cuyos contraconcoides son difusos, alargados, con ondulaciones palpables y nervios tan suaves que es difícil distinguir dónde empieza un lascado y dónde termina otro. La sección es generalmente regular y biconvexa, la intersección de las caras forma un filo con un ángulo agudo, a menudo en torno a los 30°. Son piezas de gran maestría por lo que es normal que sean estéticamente atractivas. Por eso suelen asociarse a industrias evolucionadas como las últimas fases del Achelense (v.g.: el Micoquiense) o el Musteriense. Sin embargo, hay que ser precavido, pues la hechura con percutor blando no puede datar por sí misma ninguna industria lítica.

Hay que tener en cuenta que un bifaz no era el objetivo de los artesanos prehistóricos, sino un medio, una herramienta y, como tal, se desgastaba, se deterioraba o se rompía durante su empleo; por ello, cuando llegan a manos del arqueólogo paleolitista o del tipólogo, se encuentra una pieza que puede haber sufrido cambios drásticos a lo largo de su vida útil. Es habitual detectar filos reavivados, puntas reconstruidas y siluetas deformadas por una talla destinada a seguir aprovechando la pieza hasta que esta es abandonada. Las piezas pueden, incluso, ser recicladas posteriormente; en este sentido, François Bordes explica que los bifaces «se encuentran a veces en el Paleolítico Superior. Esta presencia, que es sin duda normal en el Perigordiense I, es a menudo debida, en los otros niveles, a una recogida de bifaces musterienses o achelenses.».
El estudio detallado de la hechura de una subpoblación de bifaces perteneciente a una industria lítica dada sirve para establecer una descripción precisa del proceso de fabricación del bifaz y para efectuar comparaciones estadísticas con otros grupos de bifaces (lo que técnicamente se llama E. D. A. —exploratory data analysis en inglés— o «análisis exploratorio de datos».

### Análisis morfológico
Tradicionalmente, el bifaz ha sido orientado con la parte más estrecha hacia arriba (presuponiendo que esta sería su parte más activa, lo cual no es descabellado teniendo en cuenta la gran cantidad de «bifaces de base reservada» que aparecen). El eje de simetría que divide en dos el bifaz se llama eje morfológico, y como cara principal suele seleccionarse la más regular y mejor tallada. Estos son simples convencionalismos tipológicos para entenderse entre especialistas. Por la misma razón, al describir la morfología de un bifaz (y de cualquier objeto lítico tallado) es necesario desechar términos que se refieren a conceptos puramente técnicos. En este caso concreto, es necesario rechazar el término talón para referirse a la base del bifaz, pues este vocablo, en tipología lítica, ya se ciñe a una parte muy concreta de la lasca (que nada tiene que ver con la base de un bifaz). Igualmente, sería un error usar la expresión zona distal, para referirse a la zona terminal o ápice del bifaz.

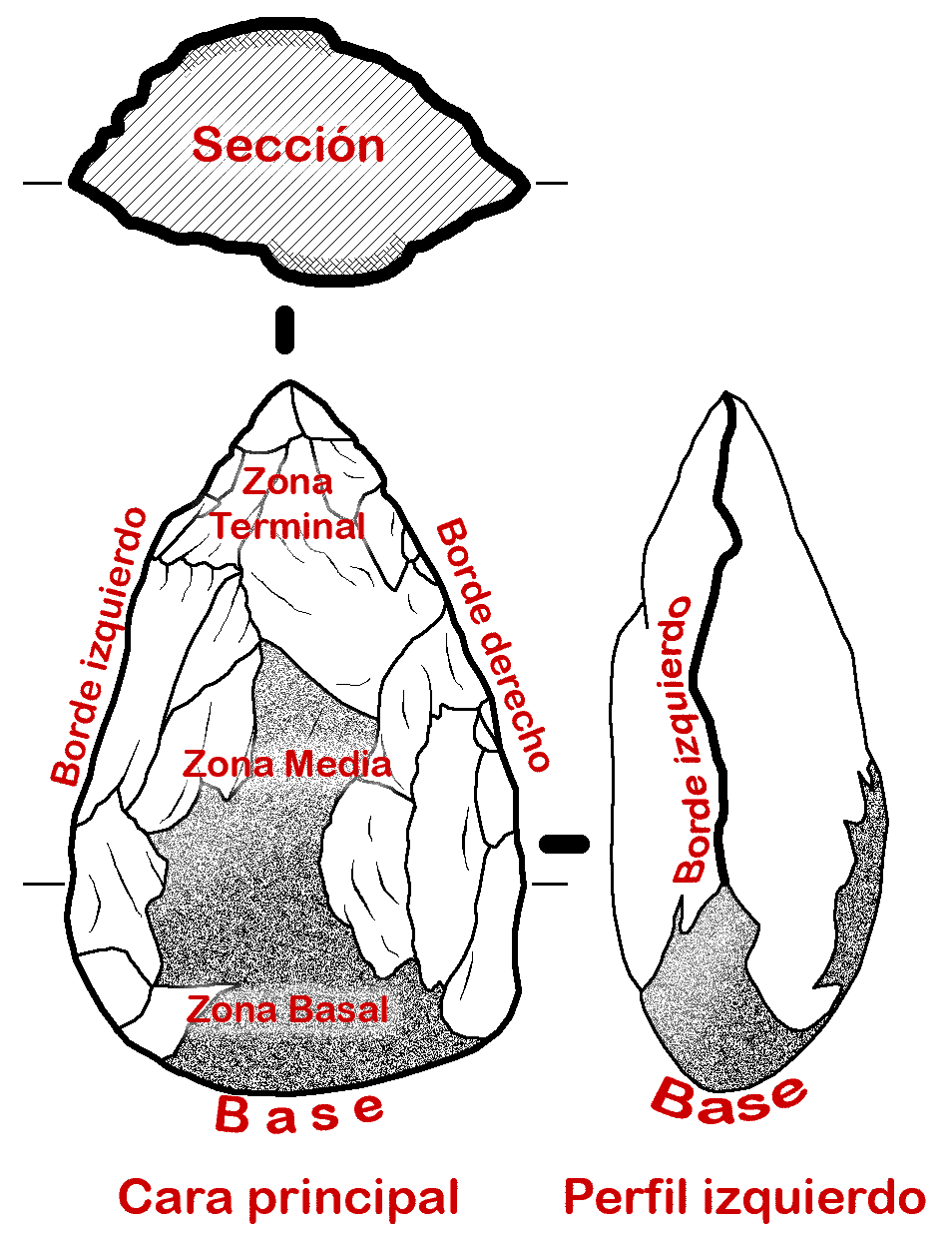
Elementos morfológicos de un bifaz.

La Zona Terminal de un bifaz es, generalmente la parte más estrecha y opuesta a la base, su forma más común es la apuntada —más o menos aguda, y más o menos ojival—, también hay bifaces con la zona terminal redondeada o poligonal —no apuntada— y, por último, bifaces de filo terminal transversal al eje morfológico de la pieza, es decir bifaces-hendidor y bifaces espatulados…
La Zona Basal, opuesta a la zona terminal (que suele ser más ancha o más gruesa), se puede describir de frente: reservada, tallada parcial o totalmente, pero no cortante, o, por último, base cortante. De perfil se indica si es redondeada (poligonal), plana o apuntada; etc.
Las Aristas: Se describen morfológicamente de frente, en cuyo caso pueden ser convexas, rectilíneas o cóncavas; aparte de eso pueden ser más o menos regulares. Casos especiales son los de aristas denticuladas —festoneadas— o con muescas. En este apartado ha de indicarse, si es necesario, la existencia de dorsos corticales no filosos. Observadas de perfil, las aristas pueden tener una delineación sin irregularidades (rectilíneas o torsas, es decir, en forma de suave S) o ser, desde ligeramente sinuosas hasta muy sinuosas (siempre refiriéndonos a las zonas cortantes). Otros datos importantes a considerar en este apartado es el propio desarrollo del filo, es decir, si ocupa todo el perímetro del bifaz o solo ciertas zonas y cuáles.
La Sección se toma en la zona central del bifaz o en un sector cercano al ápice; esto permite comprender cómo se trabaja cada parte de la pieza, incluso es posible discernir retallas o reconstrucciones de zonas deterioradas del borde. Distinguimos los siguientes tipos de sección: triangulares (subtriangulares y triangulares con dorso), rombales (romboidales y rombales con dorso), trapeciales (trapezoidales y trapeciales con dorso), pentagonales (pentagonoides y pentagonales con dorso), poligonales, biconvexas o lenticulares (sublenticulares)…
La Silueta: Por definición, el bifaz debería tener, visto de frente un contorno más o menos equilibrado, con un eje morfológico que sirve, asimismo, como eje de simetría bilateral y un plano de aplastamiento que sirve como plano de simetría bifacial. Esto no quiere decir que todos los bifaces sean perfectamente simétricos. En primer lugar, la simetría es un logro obtenido después de milenios de perfeccionamiento tecnológico, por lo que no es de extrañar que las piezas más arcaicas sean algo disimétricas. En segundo lugar, la simetría es un criterio tipológico, pero no necesariamente ayuda a crear piezas más efectivas. Es necesario desprenderse de prejuicios estéticos presentistas y no olvidar que los bifaces eran usados en labores duras y variadas: se deterioraban, se desgastaban y se rompían; por lo que, a menudo eran «reparados», retallando sus filos, recuperando sus puntas o refabricándolos completamente. En los museos, y colecciones particulares, suelen exponerse piezas excepcionalmente bellas y modélicas, lo cual es muy didáctico, pero en una excavación arqueológica, la mayor parte de lo que llega a los prehistoriadores son despojos, piezas probablemente desechadas después de una larga y compleja vida como herramientas: han tenido que adaptarse a circunstancias particulares, a necesidades concretas que desconocemos y que, sin duda, alteraron la pieza originaria; por eso, la simetría —connatural al concepto clásico e ideal de bifaz— no siempre se mantiene en piezas arqueológicas reales.
Obviando el problema que se acaba de exponer, por razones prácticas, las siluetas de los bifaces se clasifican en las siguientes categorías:

| Siluetas de bifaz |                   |                    |                   |                   |
|                   |                   |                    |                   |                   |
| Bifaz triangular  | Bifaz amigdaloide | Bifaz cordiforme   | Bifaz lanceolado  | Bifaz micoquiense |
|                   |                   |                    |                   |                   |
| Bifaz discoide    | Bifaz ovoide      | Bifaz elíptico     | Bifaz naviforme   | Bifaz losángico   |
|                   |                   |                    |                   |                   |
| Bifaz-hendidor    | Bifaz espatulado  | Bifaz abbevillense | Bifaz nucleiforme | Otros             |

#### Dimensiones y coeficientes

Dimensiones básicas a tomar en un bifaz achelense.

Las medidas de un bifaz deben tomarse teniendo como referencia el eje morfológico del mismo y orientándolo adecuadamente. Aparte de las tres dimensiones básicas (longitud, anchura, grosor), los especialistas han propuesto otras magnitudes, que pueden llegar a ser muy diversas, siendo las más habituales las que señalan François Bordes (1961) y Lionel Balout (1967):
- Longitud máxima (L)
- Anchura máxima (m)
- Espesor máximo (e)
- Distancia de la base a la zona de anchura máxima (a)
- Anchura a los 3/4 de la longitud (o)

Las dos últimas, es decir, la zona de máxima anchura (a) y la situada a los 3/4 de la longitud (o), son lugares muy adecuados para delinear el contorno de la sección del bifaz y para medir los ángulos del filo (en caso de que no fuese una zona reservada). Estas medidas angulares de las aristas se toman con un goniómetro.
Además, se pueden tomar otras medidas como la longitud del filo (con una cinta métrica elástica o de lona), el peso, la cuerda del filo (en caso de ser un bifaz de bisel terminal transversal), etc. Todas estas medidas, además de usarse en los E.D.A.s sirven para establecer diversos coeficientes tanto morfológicos como técnicos (por ejemplo, la relación entre el peso y la longitud de las aristas cortantes, o la relación entre el percutor y el ángulo obtenido...
Pero los coeficientes más comúnmente usados son los Índices que Bordes propuso para su clasificación morfológico-matemática de lo que él denominó «bifaces clásicos» (Balout propuso otros, pero son muy similares, por lo que no es necesario reincidir en el tema):
- Índice de redondeamiento de la base: que sirve para separar las tres grandes familias de bifaces clásicos (triangulares, almendrados y ovales): se establece con el coeficiente L/a que proporciona los siguientes umbrales de separación:

| Familia                                                                           | Umbral                                   |
| --------------------------------------------------------------------------------- | ---------------------------------------- |
| Bifaces triangulares (los más regulares) o subtriangulares (para los irregulares) | {\displaystyle {\frac {L}{a}}<2,75}      |
| Bifaces almendrados                                                               | {\displaystyle 2,75<{\frac {L}{a}}<3,75} |
| Bifaces ovales                                                                    | {\displaystyle 3,75<{\frac {L}{a}}}      |

- Índice de alargamiento: que separa los bifaces comunes de los cortos (y, ocasionalmente, de los alargados). Por ejemplo, en la familia de Bifaces ovales sirve para separar los bifaces discoides de los otros tipos; en la familia de Bifaces almendrados se usa para reconocer los bifaces lanceolados y micoquienses. La operación se realiza con L/m y los umbrales son:

| Alargamiento      | Umbral                                 |
| ----------------- | -------------------------------------- |
| Bifaces cortos    | {\displaystyle {\frac {L}{m}}<1,3}     |
| Bifaces comunes   | {\displaystyle 1,3<{\frac {L}{m}}<1,6} |
| Bifaces alargados | {\displaystyle 1,6<{\frac {L}{m}}}     |

- Índice seccional o de aplanamiento: que separa los bifaces gruesos de los planos y que solo se emplea en determinados tipos. En la familia de Bifaces almendrados (combinado con el índice de alargamiento), sirve para separar los bifaces amigdaloides (gruesos) de los cordiformes (planos). Se usa el coeficiente m/e y los umbrales son:

| Aplanamiento    | Umbral                              |
| --------------- | ----------------------------------- |
| Bifaces gruesos | {\displaystyle {\frac {m}{e}}<2,35} |
| Bifaces planos  | {\displaystyle {\frac {m}{e}}>2,35} |

Existen otros índices, al margen de los cuales es necesario insistir en que éstos deben aplicarse a lo que Bordes denomina bifaces clásicos, lo que deja fuera una buena cantidad de ejemplares (bifaces parciales, bifaces de base reservada, bifaces-hendidor, espatulados, de estilo Abbevillense, nucleiformes, diversos...).

### Utilización
Desde los primeros momentos, los pioneros del estudio de las herramientas paleolíticas atribuyeron al bifaz el papel de hacha o, cuando menos, la realización de actividades pesadas. Pronto surgió la idea de que el bifaz era una herramienta de múltiples funciones, no solo cada bifaz era un útil multifuncional, sino que las diferentes formas y tamaños de los diversos ejemplares hacían del tipo en sí lo que se ha dado en llamar coloquialmente «la navaja suiza» del Achelense.
Como acabamos de indicar, el bifaz está destinado a labores pesadas, trabajos de gran dureza; asimismo, cada uno de ellos sirvió para varias tareas diferentes; es más, dado que los bifaces pudieron ser reciclados, reafilados e, incluso, refabricados por medio de la talla, a lo largo de su vida útil pudieron servir para cometidos muy desiguales. Por eso, no conviene utilizar el vocablo hacha para referirse a ellos, pues, sin duda, sirvieron para cavar, cortar, raspar, hendir, perforar, golpear... Igualmente, el bifaz —dada su masa— pudo ser, ocasionalmente, aprovechado como núcleo, y, aprovechando la retalla rectificadora o reparadora, obtener lascas que pudieron ser utilizadas como cuchillos o transformadas en útiles especializados por medio del retoque.
- Los análisis trazalógicos: Los estudios de huellas de uso de bifaces paleolíticos se han realizado en yacimientos emblemáticos de casi todo el occidente europeo, siendo Semenov y, en especial, Keeley los pioneros en este tipo de especialidad. Lawrence H. Keeley afirma lo siguiente: «La morfología de los bifaces típicos, sugiere un rango de actividades potenciales mucho mayor que las lascas».[30] Pero, al mismo tiempo aborda una serie de problemas: el primero reside en la dificultad de observar al microscopio piezas de gran tamaño, por lo que, a pesar de conocerse millones de ejemplares, muy pocos han podido ser estudiados adecuadamente. La segunda gran incógnita surge de la demostración fehaciente de que las mismas tareas se realizaban con utensilios sobre lasca, con mayor eficacia, incluso:

Se plantea la cuestión: ¿por qué fabricar bifaces, cuya producción es más complicada y costosa, si las lascas pueden hacer el mismo trabajo con la misma eficacia? La respuesta podría ser que los bifaces en general (excluyendo ciertos tipos especializados...) no se concebían para una función en particular [...], no sólo se tallaron para una tarea principal, sino que abarcaban un propósito mucho más general.
Keeley, op. cit., página: 136.

Keeley, a partir de sus observaciones en varios yacimientos ingleses, propone que en los asentamientos base, donde existiría más previsión y control sobre las actividades rutinarias, los útiles preferidos eran las raederas, los cuchillos de dorso, los raspadores, los perforadores, etc. (es decir, útiles sobre lasca especializados). En cambio, en las expediciones y campamentos estacionales, en los que cabía la posibilidad de tener que acometer trabajos imprevistos, los bifaces salvaban mejor la situación, gracias, precisamente, a su falta de especialización y a su capacidad de adaptarse a las eventualidades. Un bifaz posee un largo filo con curvaturas diferentes, ángulos diversos, unos más afilados, otros más resistentes, puntas, muescas, etc. Todo combinado en una sola pieza y, si se diera la circunstancia, de él se podrían extraer lascas provechosas. En el mismo trabajo, Keeley señala que varios de los bifaces que ha podido estudiar se usaron como cuchillos para cortar carne (tanto en el yacimiento de Hoxne, como en el de Caddington); el mismo autor ha identificado en otro bifaz, este procedente del famoso yacimiento de Clacton-on-Sea (todos en el este de Inglaterra), trazas en la punta propias de haber sido utilizado como taladro, girando con él en sentido de las agujas del reloj. A conclusiones similares llegó el estadounidense Nicholas Toth con algunos ejemplares del yacimiento español de Ambrona (Soria); lo cierto es que ninguna de las 37 piezas con huellas de uso se había aplicado a materias vegetales, todas fueron destinadas a trabajar carne y pieles de animales. Pero quizá los análisis más recientes, paradójicamente, sobre los bifaces más antiguos, son los realizados por el español Manuel Domínguez-Rodrigo y sus colaboradores en el yacimiento achelense muy primitivo de Peninj (Tanzania). Allí, una serie de piezas de este tipo, datadas en más de 1,5 Ma tenían un claro microdesgaste producido por los fitolitos de las plantas, lo que invita a pensar que tales bifaces se usaron para trabajar la madera.

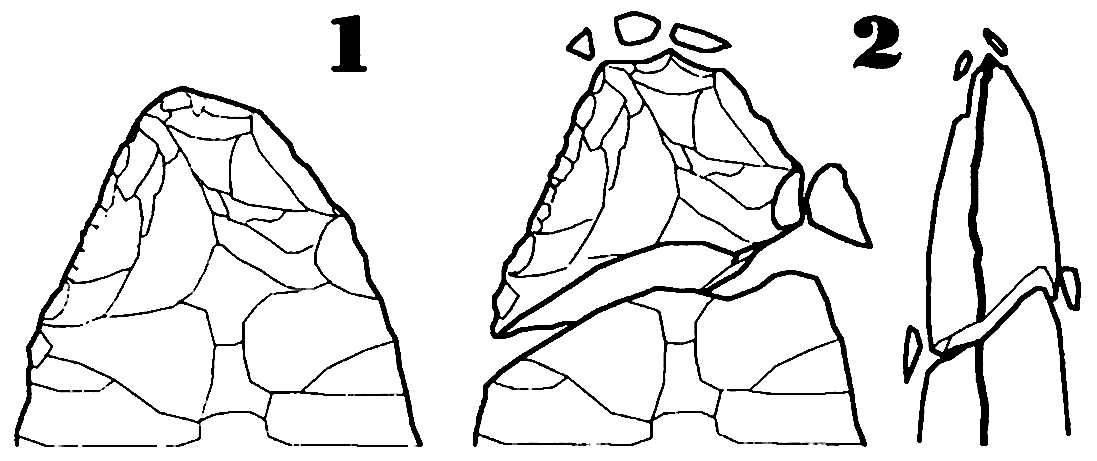
Esquema de la fractura de la punta de un bifaz, debido a su uso.

- Las huellas de uso macroscópicas: Los microscopios no son los únicos que dan pistas sobre la utilización de bifaces: algunos fueron sometidos a labores tan duras, que las marcas son evidentes a simple vista o, se pueden inducir por medio de las cicatrices de la retalla reparadora a la que fueron sometidos ya que, en ocasiones, es posible distinguirla de la hechura primaria. Uno de los casos más extendidos es la rotura de la punta, observada por varios investigadores en yacimientos, tanto europeos como africanos y asiáticos. Uno de esos yacimientos es El Basalito (Salamanca), cuya excavación deparó fragmentos de bifaz con flexiones en la punta cuyas características parecían responder a una acción enérgica como de cuña, sometiendo el objeto a fuertes torsiones que rompían el ápice.[34] La fractura, o el deterioro a gran escala, no solo afectaba a la punta, sino a cualquier parte del bifaz. Pero, muchas veces, este era reconstruido por medio de una retalla secundaria, como se ha comentado anteriormente. En algunos casos esta reconstrucción es perfectamente identificable, y puede hacerse por medio de técnicas tan concretas como el llamado «coup de tranchet» (golpe de trincheta en francés), o simplemente con retoques escamosos o escaleriformes, que alteran la simetría y la trayectoria de las aristas.

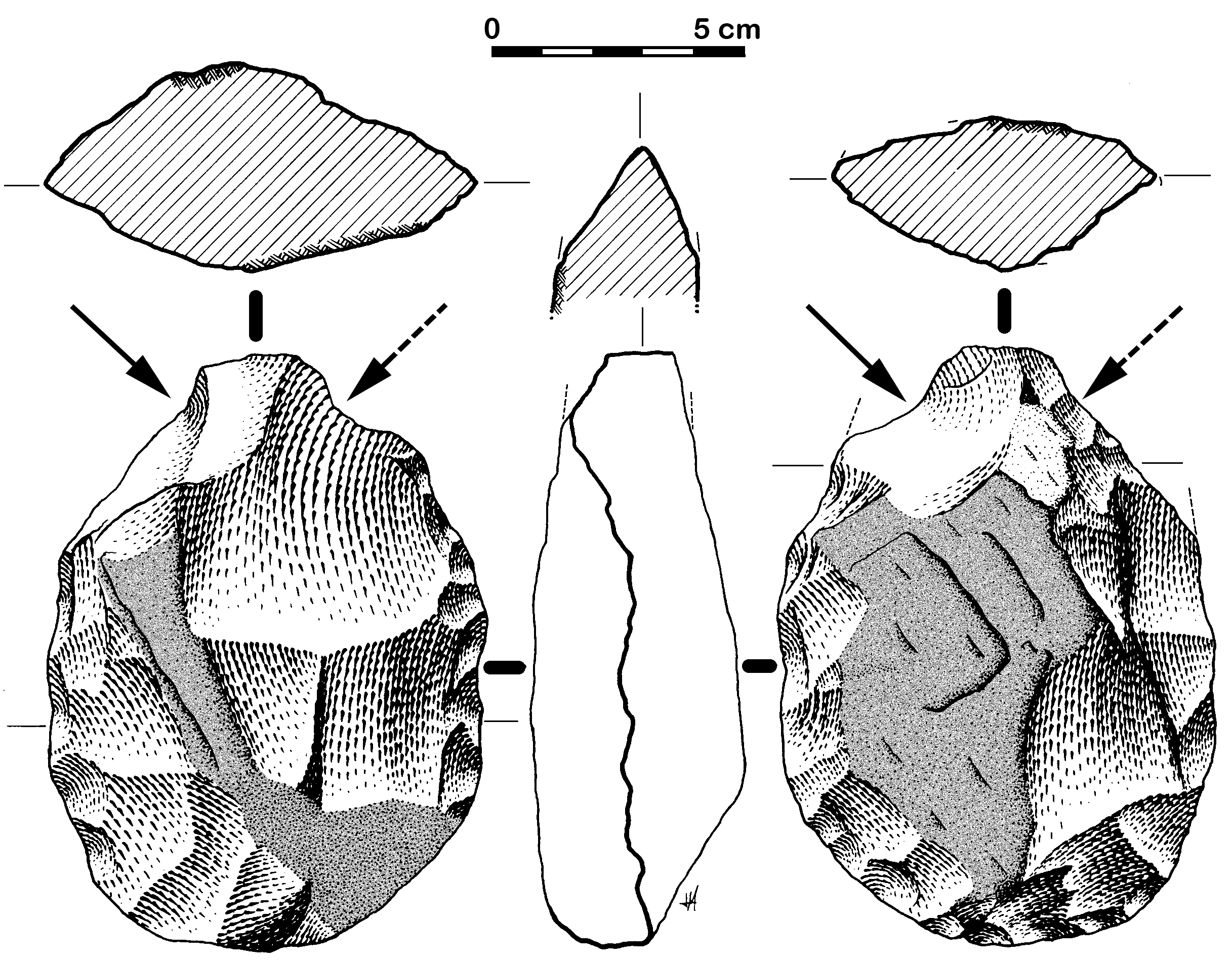
Bifaz achelense cuya punta se fracturó y fue reconstruida por medio de una talla alternante.

## Algunos tipos de bifaces
Los bifaces son tipos tan variados que no tienen, de hecho, una única característica común... [...] A pesar de los numerosos intentos de clasificación de los bifaces, algunos de los cuales datan de principios del siglo [XX]... su estudio no se adapta a ninguna lista tipológica enteramente satisfactoria
Gabriel Camps

Teniendo en cuenta lo anterior, este debe ser considerado un apartado orientativo, basado en conceptos tradicionales, fuertemente arraigados en el llamado «método Bordes» (se trata de una clasificación básicamente morfológica, para algunas escuelas, posiblemente desfasada) pero puede ser útil por lo generalizado de su uso. Esta clasificación es bastante fiable cuando hablamos de los denominados bifaces clásicos, que son, justamente, los que pueden ser definidos y catalogados por el sistema de las dimensiones e índices matemáticos, sin que, apenas, sea necesario ningún criterio subjetivo. Sin embargo, esta supuesta objetividad no deja de ser un convencionalismo adoptado por su autor, basándose en su experiencia científica y, lo cierto, es que, en la mayoría de los casos, se acomodó a tipos previamente establecidos (redefiniéndolos levemente). Del mismo modo, es posible encontrar una tentativa similar en la obra de Lionel Balout.
| Grupo                   | Imagen | Tipo |
| ----------------------- | --- | --- |
| T R I A N G U L A R E S | | Triangulares Los bifaces triangulares fueron definidos inicialmente por Henri Breuil como de base plana, globulosa y reservada, con dos filos rectos, convergentes en una zona apical muy aguda. Más tarde, François Bordes redefinió el concepto, haciéndolo más restringido (op. cit., 1961: páginas 58-59). Para Bordes, un bifaz triangular es una pieza de talla evolucionada y morfología muy equilibrada; son piezas planas con tres bordes rectilíneos o ligeramente convexos, han de ser planos (m/e > 2'35) y con la base cortante y muy recta (índice de redondeamiento de la base L/a < 2'75). Dentro de estos datos tan estrictos, los especialistas diferencian pequeñas variantes tales como los Triangulares alargados (L/m < 1'6), o los que tienen los bordes ligeramente cóncavos (a los que Bordes bautizó como «Dientes de tiburón», por su parecido a los fósiles de Carcharodon megalodon que, a menudo, aparecían en las cercanías de los yacimientos). Por último estarían los Bifaces subtriangulares, cuya forma general evoca la del triángulo, pero son más irregulares y menos simétricos. Los bifaces triangulares son prácticamente inexistentes en el Paleolítico Inferior (salvo en el Achelense final de algunas regiones francesas), y, aunque son más habituales en el Paleolítico Medio (MTA, especialmente), desaparecen casi sin dejar rastro. Son, pues, un tipo raro y, al mismo tiempo, espectacular por su estética. |
| A L M E N D R A D O S   | | Amigdaloides Son el tipo de bifaz más abundante de este grupo, se definen por su forma almendrada, tendente a la simetría y con los índices métricos comunes a esta categoría. Aparte de su forma, que es la que les da nombre (Amygdala en latín significa almendra), son bifaces de longitud común (1'3 < L/m < 1'6), gruesos (m/e < 2'35) y con un índice de redondeamiento de la base medio (2'75 < L/a < 3'75). Pueden tener la base reservada o no; asimismo, pueden tener la zona apical puntiaguda u ojival, aunque en algunos casos podría ser ligeramente redondeada (y estrecha). Los bifaces amigdaloides son virtualmente idénticos a los bifaces cordiformes, salvo porque aquellos son gruesos y éstos son planos. Los amigdaloides suelen tener un acabado más tosco y mayor cantidad de corteza, lo cual no necesariamente es un indicador evolutivo o cronológico. |
| A L M E N D R A D O S   | Cordiformes El bifaz cordiforme es literalmente idéntico al amigdaloide, visto de frente, compartiendo con él los mismos parámetros matemáticos (índice de alargamiento: 1'3 < L/m < 1'6; e índice de redondeamiento de la base: 2'75 < L/a < 3'75), pero, visto lateralmente, es un bifaz plano (m/e > 2'35). Ocasionalmente, aunque esto no forma parte de su definición esencial, son objetos tallados con mayor maestría, mejor acabados, con menor cantidad de corteza y más equilibrados, opcionalmente tienen aristas más agudas y rectilíneas (o torsas) y, por lo tanto, más eficaces. Su nombre viene también del latín (Cor significa corazón), fue propuesto por Boucher de Perthes en 1857, pero no se generalizó hasta que lo comenzaron a utilizar Henri Breuil, Víctor Commont y Georges Goury en los años 20. Bordes es quien los definió matemáticamente y los describió como bifaces planos de base redondeada y cortante y zona terminal apuntada u ojival, distinguiendo hasta ocho variantes, entre ellas una alargada (L/m > 1'6) y otra algo más irregular, bautizada como subcordiforme. Los bifaces cordiformes son habituales tanto en el Achelense como en el Musteriense.                                                    | |
| A L M E N D R A D O S   | Lanceolados Los bifaces lanceolados se encuentran entre los más apreciados estéticamente y, a menudo, se convierten en la imagen paradigmática de los bifaces achelenses evolucionados. Su nombre se debe, lógicamente, a su «forma semejante al hierro de una lanza» y, también, es un apelativo acuñado por Boucher de Perthes («hache en lance»), rápidamente popularizado. Bordes entiende por bifaz lanceolado aquel que es alargado (L/m > 1'6), de bordes rectilíneos o ligeramente convexos, ápice extremadamente aguzado y base redondeada (2'75 < L/a < 3'75), a menudo globulosa (incluso reservada), de modo que no es un bifaz plano (m/e < 2'35), al menos en su zona basal. Por lo demás, suele ser una pieza equilibrada, muy bien acabada, de aristas perfectamente enderezadas por una esmerada retalla rectificadora. Son muy característicos de las fases finales del Achelense —o de su epígono, el Micoquiense—, y del Musteriense de tradición Achelense (están estrechamente relacionados con los bifaces micoquienses descritos a continuación). Cuando un bifaz tiene silueta lanceolada, pero es de hechura más tosca e irregular, tal vez por falta de rectificación, suele emplearse el vocablo francés «bifaz tipo ficron». | |
| A L M E N D R A D O S   | Micoquienses El bifaz micoquiense recibe su nombre de la cueva francesa de La Micoque, en la comuna de Les Eyzies-de-Tayac (en la Dordoña), y que también da nombre a una fase terminal del Achelense, el Micoquiense, caracterizado por lo evolucionado de su tecnología. Actualmente se considera que el Micoquiense no es una cultura independiente del Achelense, sino una de sus fases finales, y, precisamente, los bifaces micoquienses podrían ser uno de los pocos tipos de bifaz susceptible de convertirse en indicador cronológico, es decir, lo que se llama un fósil director, característico del final del Achelense, desarrollado durante el interglaciar Riss-Würm. Los bifaces micoquienses son muy similares a los lanceolados, es decir, almendrados (2'75 < L/a < 3'75), alargados (L/m > 1'6), gruesos (m/e < 2'35), base redondeada, a menudo reservada, pero con los bordes marcadamente cóncavos y la punta extremadamente aguda. Tanto los bifaces lanceolados como los micoquienses suelen ir asociados (de hecho, es posible que un reafilado reiterado de un bifaz lanceolado dé lugar a un bifaz micoquiense), y no son raros en ninguna de las regiones del Viejo Mundo.                                                   | |
| O V A L E S             | | Discoides Los bifaces discoides son objetos entre circulares y ovales caracterizados por un índice de redondeamiento de la base superior a 3'75 y un índice de alargamiento inferior a 1'3. Tienen redondeada tanto la base como la zona terminal. Si su hechura es somera, son muy difíciles de distinguir de los núcleos discoides de extracción centrípeta o, si son bifaces de economía, se parecerán a simples lascas retocadas o a cantos tallados sobre lasca. Es muy normal que este tipo de bifaces surja del continuo reafilado de la zona activa de un bifaz más largo, que poco a poco se va acortando como si de un lápiz se tratase; también pueden ser bifaces rotos reciclados y refabricados. Los bifaces discoides no sirven como indicadores cronológicos, si exceptuamos que, durante el Solutrense del Périgord, aparecen algunos ejemplares de finísima talla. |
| O V A L E S             | Ovoides Se entiende por bifaz ovoide (u ovoidal), aquel que, a grandes rasgos, tiene forma de óvalo (un tipo de curva cuya descripción es un tanto ambigua, pero que, más o menos, recuerda a la silueta de un huevo). Su definición es muy temprana: Boucher de Perthes ya la publica en 1857, sin que el concepto haya sufrido muchos cambios desde entonces. Bordes establece que los bifaces ovoides son similares a los discoides pero más alargados (1'3 < L/m < 1'6), aparte de que, lógicamente, tienen el índice de redondeamiento de la base propio del grupo de bifaces ovales (es decir, superior a 3'75) y, tanto esta como la zona terminal, han de ser redondeadas (si la base es cortante son casi simétricas), aunque la mayor anchura debe estar por debajo de la mitad de la longitud. Si bien en alguna ocasión se ha sugerido que los bifaces ovoides aparecen a mediados del Achelense, lo cierto es que carecen de valor cronológico y, junto con los amigdaloides, son la variante más común entre los bifaces Achelenses de todo el Viejo Mundo. | |
| O V A L E S             | Elípticos Los bifaces elípticos, también conocidos como Limandes (palabra francesa que significa platija), son triplemente simétricos, ya que, aparte de tener un eje de simetría bilateral y un plano de simetría bifacial, tienen un tercer eje de simetría horizontal que hace que la base (si esta es cortante) sea virtualmente idéntica a la zona terminal (tanto que, a veces, es difícil decidir cómo orientar la pieza). En la práctica son equivalentes a los ovoides en todas sus relaciones dimensionales, salvo que los bifaces elípticos suelen ser más alargados (L/m > 1'6) y tienen la máxima anchura (m) cerca de la mitad de su longitud. Bordes explica que los bifaces elípticos, o, en su terminología, Limandes, se dan a lo largo de todo el Achelense y persisten en el Musteriense, con la única diferencia de que su acabado se hace, con el tiempo, más cuidadoso y equilibrado. Por otra parte, este mismo autor acostumbra a diferenciar los bifaces elípticos planos (m/e > 2'35, «verdaderos Limandes»), de los elípticos gruesos (m/e < 2'35, «Protolimandes»). | |

### Bifaces no clásicos
A pesar de los intentos de los diversos especialistas por elaborar una tipología sobre los bifaces basada en datos objetivos —especialmente François Bordes y Lionel Balout, que utilizaron las dimensiones como criterio—, numerosos ejemplares han escapado, hasta el momento, a toda clasificación ajena a consideraciones o juicios personales del investigador, o que no necesite una larga experiencia profesional que permita distinguir los matices más relativos. Por esa razón Bordes creó el grupo de los denominados «bifaces no clásicos» es decir, aquellos a los que no pueden aplicarse los índices matemáticos.
- Bifaces nucleiformes: Es un tipo de bifaz de definición muy delicada, pues, es difícil determinar si se trata de verdaderos bifaces o, simplemente, son núcleos con aristas rectificadas y que, ocasionalmente, puedan haber sido utilizados como útiles. También podría tratarse de preformas bifaciales, o de piezas casuales.
A pesar de su apariencia tosca, los bifaces nucleiformes aparecen tanto en el Achelense como en el Musteriense.

|  |  |

- Bifaces-hendidor: Se trata de bifaces cuyo ápice no es ni apuntado ni redondeado, sino que poseen un filo terminal relativamente ancho, transversal a su eje morfológico. Este filo suele ser más o menos subrectilíneo, pero también ligeramente cóncavo o convexo. A pesar de tratarse de bifaces incompatibles con los índices matemáticos, a veces se incluyen dentro de los tipos clásicos dado que se trata de formas equilibradas y bien acabadas. Los bifaces-hendidor fueron definidos por Jean Chavaillón en 1958 bajo la denominación «Bifaz de bisel terminal» (biface à biseau terminal[22]), mientras que Bordes simplemente los llamó «hendidores» (hachereaux[36]); el término actual fue propuesto para Francia por Guichard en 1966 (biface-hachereau). En el caso español, en 1982 se propuso la expresión bifaz-hendidor, entendiendo «bifaz» como sustantivo referido al grupo tipológico al que pertenece, por su talla bifacial, y «hendidor» como adjetivo por su morfología; es decir, que técnicamente se trata de un bifaz y morfológicamente recuerda al hendidor,[43] aunque su personalidad es completamente distinta:

Algunos autores los califican de hendidores (F. Bordes, 1961, p 63), cosa con la que, siguiendo a  J. Chavaillon, no puedo estar de acuerdo; la técnica de talla para obtener un bifaz no tiene nada que ver con el procedimiento de fabricación de los hendidores
Alimen, 1978, op. cit. página 121.

Efectivamente, en este caso el politetismo general del bifaz, incluso el de esta variante, choca con el monotetismo tecnológico del hendidor, por más que puedan coincidir en su morfología y su función.
- Bifaces de estilo Abbevillense: Este bifaz toma su nombre del municipio francés de Abbeville, en una cantera de margas de la terraza más alta del valle del río Somme y, en principio se asoció a la cultura Abbevillense, de la que sería su fósil director (aunque, paradójicamente, en el yacimiento de Abbeville los bifaces son particularmente escasos). El Abbevillense se consideraba, hasta hace poco, el antecesor europeo del Achelense, aunque ahora se ha integrado como una fase inicial, arcaica, de este —si bien no siempre aparece en el registro estratigráfico—. Del mismo modo, se comprobó que bifaces arcaicos como los de Abbeville podían darse a lo largo de todo el Paleolítico Inferior, sin que implicasen ningún tipo de referencia cronológica ni cultural, por eso, se propuso la expresión bifaz de estilo abbevillense.[7] Tales bifaces fueron tallados exclusivamente con percutor duro, sin rectificación de ninguna clase sobre las aristas, por lo que estas son extremadamente sinuosas. Su forma es claramente asimétrica, variada e irregular, generalmente determinada por la forma de guijarro que sirve de soporte (resulta imposible encontrar dos iguales); tienen la base reservada, además de grandes zonas corticales, y son muy gruesos.

|  |  |

- Bifaces parciales: Se trata de bifaces tallados someramente, sin que la hechura afecte más que a una pequeña parte del soporte. No obstante, con unos pocos golpes se consigue la morfología del bifaz, casi siempre a costa de elegir un soporte adecuado. Son ejemplares que, a menudo, están en el límite de los cantos tallados, pero su aspecto general y su acabado inducen a clasificarlos como bifaces.
En algunas ocasiones se ha señalado que la razón de ser de estos bifaces es el arcaísmo de la industria a la que pertenecen; otras veces, se habla de objetos sin terminar; hay algunos, en cambio, que responden a una clara economía de gastos:

Una hechura tan parcial, pero tan cuidada, añadida a la morfología del soporte, nos permite decir que se trata de un bifaz acabado, al que no tallaron más porque no lo necesitaba, ahorrando, así, esfuerzo.
Benito del Rey y Benito Álvarez, página 175.

### Útiles que alguna vez se han asociado a los bifaces
Dentro de lo que es la panoplia del Paleolítico Inferior y, más concretamente, del Achelense, los bifaces constituyen un grupo importante, sobre todo en los yacimientos al aire libre (pues, parece ser que, en los yacimientos en cueva, tales objetos eran más escasos, al menos según las hipótesis de L. H. Keeley). A menudo, los bifaces, debido a su tamaño y a su concepción tecnológica, se han separado radicalmente de los útiles sobre lasca (por ejemplo, raederas, raspadores, perforadores, etc.), es por eso que suele hacerse una distinción entre lo que se denomina grupo de utensilios sobre lasca y grupo de utensilios nucleares. Los bifaces, los cantos tallados y los picos triédricos serían utensilios nucleares, pues es común fabricarlos sobre guijarros, bloques o nódulos de roca; sin embargo, esta agrupación es problemática, pues todos esos tipos fueron fabricados, muchas veces, también sobre lascas, aunque, bien es cierto, de mayor tamaño. Otra propuesta habitual es hablar de los útiles sobre lasca como «microindustria», por oposición al tamaño general de la denominada «macroindustria» —que son los mismos tipos citados anteriormente, más los hendidores—. De nuevo aparecen problemas, pues existen raederas tan grandes como bifaces o, si se quiere, bifaces tan pequeños como raederas (y, lo mismo ocurre con los demás tipos mencionados). Al margen de esto, asociar los bifaces con cantos tallados y hendidores es, desde cualquier presupuesto, un problema.
- En primer lugar, es cierto que los cantos tallados más elaborados y los bifaces parciales parecen entrelazarse, siendo, incluso, difícil, poner límites entre ambos. Pero el concepto de canto tallado no solo se basa en la falta de estandarización formal (propia de los bifaces), sino que incluye la posibilidad de que no se trate de útiles, sino de núcleos someros, cosa impensable en los bifaces (salvo los nucleiformes).

- En el caso de los hendidores la anexión es más cuestionable (si cabe) —a pesar de que François Bordes en su popular tipología de 1961 los mete todos en el mismo saco— por razones que ya se han discutido más arriba. No es negable que, ocasionalmente, bifaces y hendidores hubieran podido servir para tareas similares, pero su concepto tecnológico es diametralmente opuesto (como, por otra parte, han manifestado numerosos especialistas).

- Los picos triédricos, durante cierto tiempo fueron considerados como una variante especializada de bifaces. No obstante, desde que fueron detenidamente estudiados y clasificados,[45] quedó claro que requerían la consideración de categoría independiente.

Otro tipo de asociación de los bifaces es la de los otros útiles foliáceos bifaciales del Paleolítico Inferior y, sobre todo, del Paleolítico Medio del Viejo Mundo. La diferencia radica en su acabado mucho más fino y mucho más ligero, realizado sistemáticamente con percutor blando, y en una morfología más especializada que sugiere, asimismo, una función específica, tal vez, como punta de proyectil o como cuchillo. Como botón de muestra tomamos utensilios bastante conocidos por la literatura clásica especializada:

El término pieza foliácea debe ser antepuesto al de punta foliácea, ya que muchas de ellas no son puntiagudas. Estas se dan esporádicamente en diversos yacimientos musterienses franceses, pero, sobre todo, abundan en el Musteriense de Europa central y en el Ateriense final africano
Bordes, 1961, op. cit., página 41

- Los útiles bifaciales foliáceos de Europa central reciben el nombre específico de blattspitzen. Se trata, sin duda, de puntas propias del Paleolítico Medio con forma foliácea, a menudo biapuntadas y muy planas, tanto que recuerdan a las hojas de laurel del Solutrense, y solo es posible diferenciarlas gracias al contexto arqueológico en el que aparecen. Las blattspitzen sobreviven en alguna cultura del Paleolítico Superior y, tal como avisa Denise de Sonneville-Bordes, las piezas del Szeletiense europeo oriental (tanto blattspitzen como bifaces micoquienses) podrían ser el eslabón que conecta la tradición de los objetos bifaciales del Paleolítico Inferior y Medio con los del Paleolítico Superior y siguientes.[47]

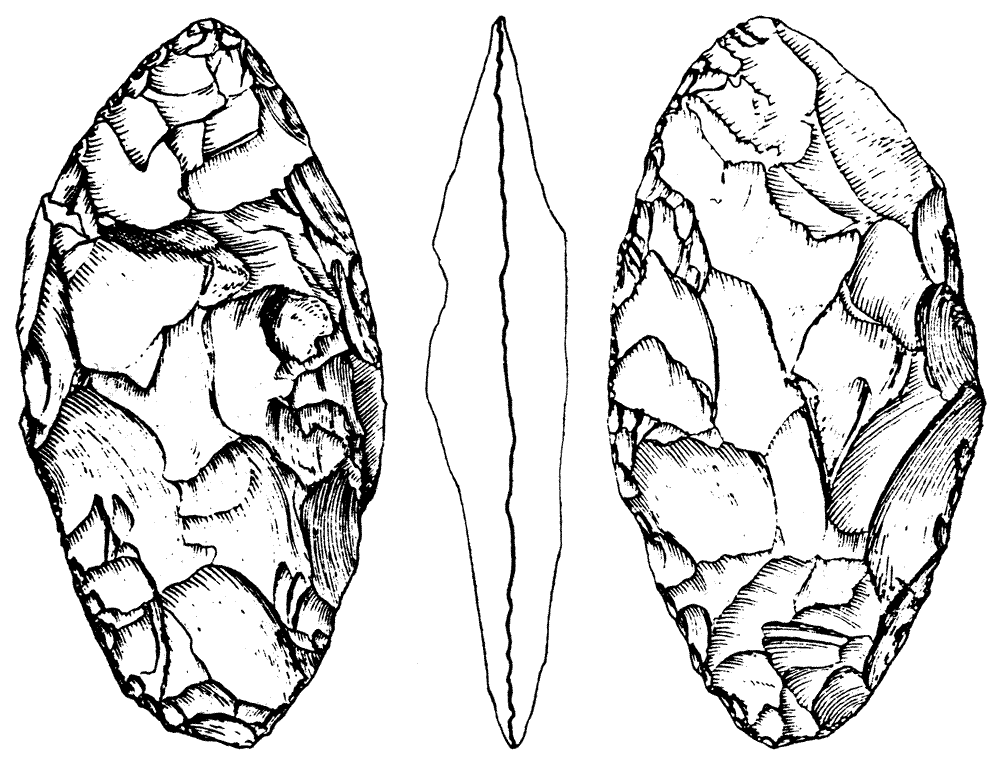
Blattspitzen centroeuropea
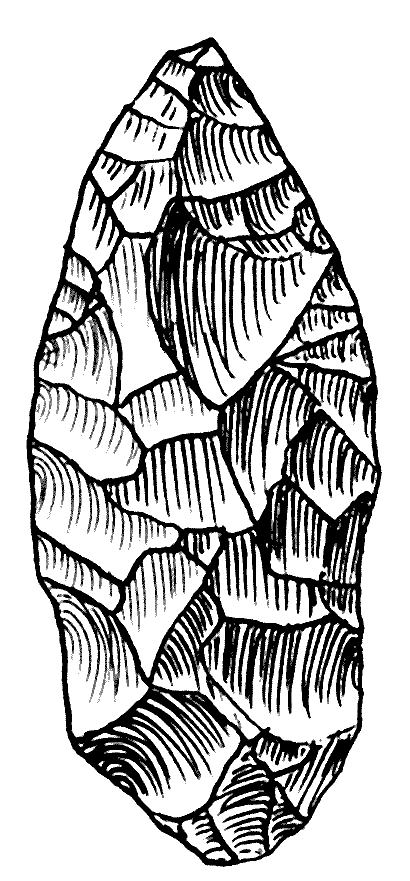
Pieza foliácea ateriense
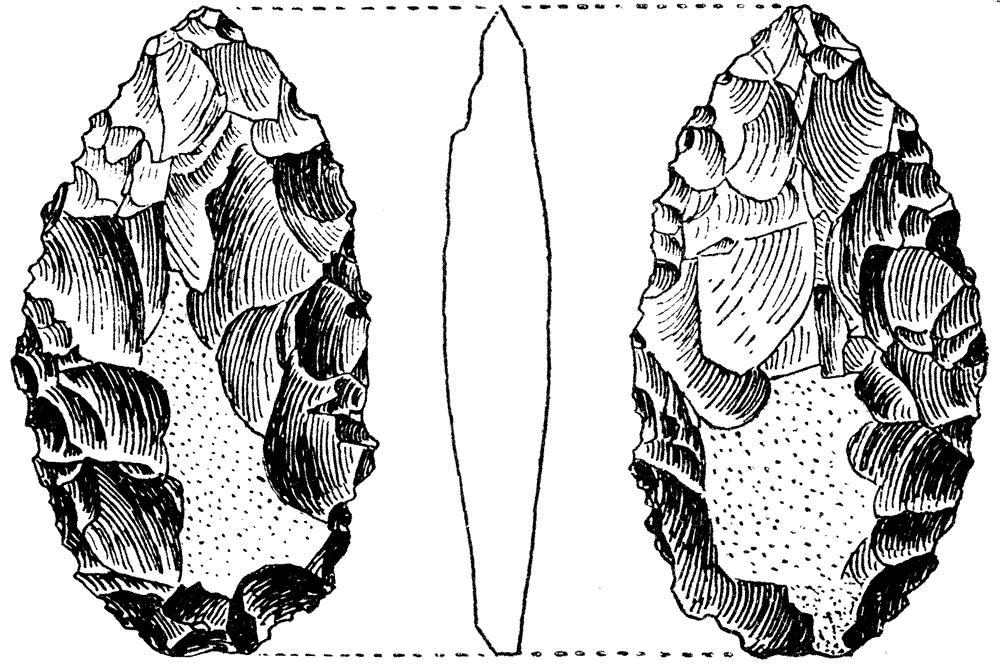
Pieza foliácea stillbayense
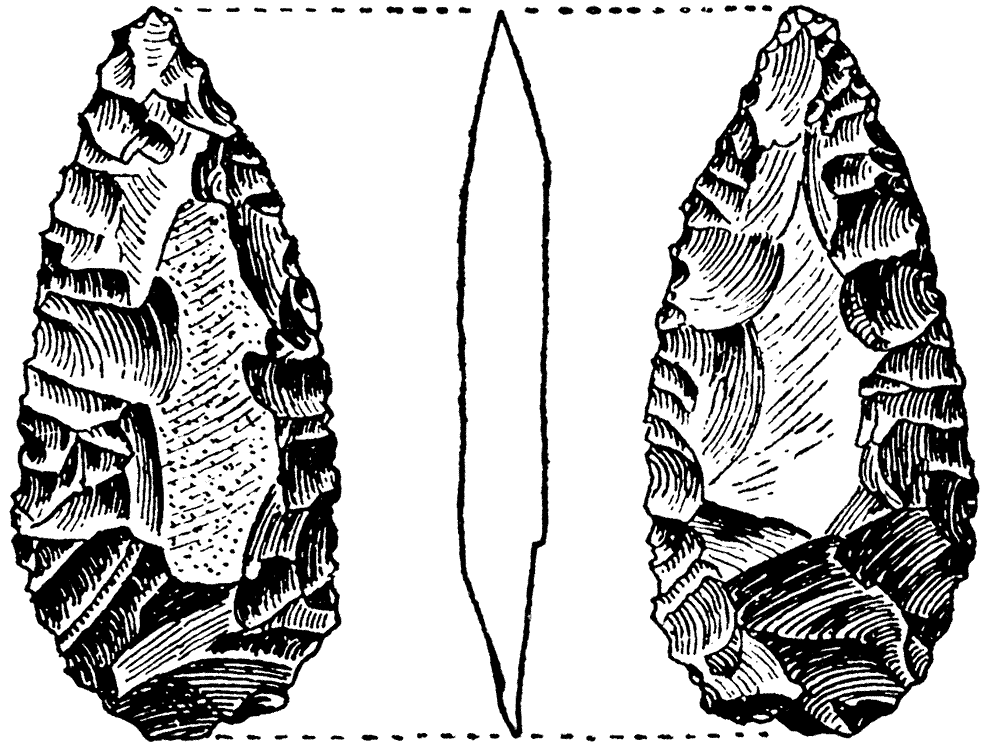
Pieza foliácea africana

- En África aparecen piezas bifaciales tanto en el Ateriense del norte como en el Stillbayense de la zona centro-oriental del continente.[48] En ambos casos se trata de culturas de tradición musteroide, aunque con una fuerte personalidad y relativamente tardías: al final de la llamada Middle Stone Age africana. En ambos casos se encuentran objetos de formas diversas, unas veces triangulares, ovales y otras foliáceas; del mismo modo las hay con talla bifacial invasora, pero también monofaciales.

## La trascendencia del bifaz
Cuando, siglos atrás, surgió el debate sobre la evolución, y sobre todo, sobre el origen del ser humano, muchos se negaron a aceptar el parentesco de los humanos con seres inferiores. Los primeros hallazgos de fósiles humanos, como los neandertales o los pitecántropos (torpemente interpretados), parecían corroborar que descendíamos de salvajes carentes de inteligencia, que habían sobrevivido solo gracias a su fuerza bruta. El bifaz jugó un papel más importante de lo que se piensa para romper este prejuicio. Las publicaciones de John Frere, en Inglaterra, y, sobre todo, de Boucher de Perthes, en Francia, a lo largo del siglo XIX (labor pionera equiparable a la que por esas fechas realizaría Juan Vilanova i Piera en España; seguido por José Pérez de Barradas y Casiano del Prado, ya en los inicios del siglo XX), mostraban piezas de factura excelente, equilibrada, llena de simetría y de una pureza formal asombrosa. Tales herramientas solo podían haber surgido de mentes inteligentes —e incluso numinosas—, con cierto sentido de la estética:

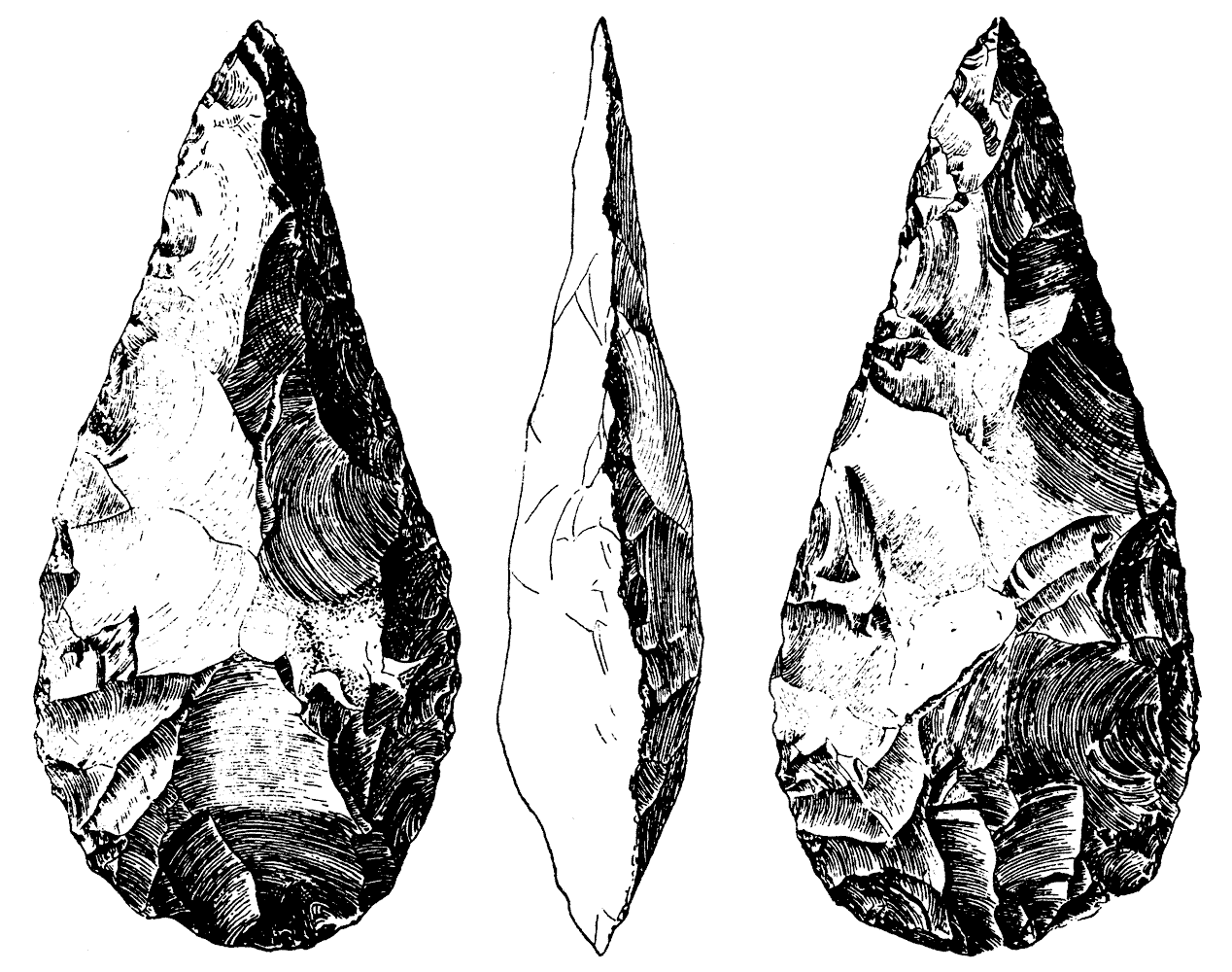
Bifaz lanceolado, de hechura muy refinada, procedente del yacimiento de San Isidro, en los alrededores de Madrid.

El arte discurrió mucho tiempo por un periodo formativo antes de ser bello; pero no por eso deja de ser un arte sincero y grandioso, a veces más sincero y grandioso que la belleza misma; pues en el hombre hay una naturaleza creadora que se manifiesta tan pronto como tiene asegurada su existencia. En cuanto no tiene preocupaciones ni temores, este semidiós activo en la tranquilidad, busca la materia al su alrededor para insuflarse su espíritu.
Goethe, Coloquios con Eckermann.

Parece muy difícil admitir que esos seres no hayan experimentado cierta satisfacción estética, pues eran excelentes obreros que sabían elegir su materia, arreglar sus defectos, orientar las fracturas con precisión total, sacar del núcleo de sílex bruto una forma que correspondiera exactamente a su deseo. Su trabajo no era automático; guiado por series de gestos de un encadenamiento riguroso, movilizaba a cada instante la reflexión y, ciertamente, el placer de crear un objeto bello.
Leroi-Gourhan, 1977, op. cit. pág 35.

Sin embargo, no debemos perder la perspectiva: muchos autores solo se refieren a piezas excepcionales; la mayoría de los bifaces tienden a la simetría, cierto, pero no necesariamente despiertan un sentido estético. En la mayoría de los casos estamos hablando de series seleccionadas con las piezas más llamativas, sobre todo aquellas que se realizaron en el siglo XIX, o a principios del XX, cuando el desconocimiento profundo de la tecnología prehistórica no permitía reconocer claramente la acción humana en los objetos más toscos; otras veces son colecciones de aficionados, cuyos intereses no son científicos, por lo que recogen solo la crema, lo que consideran más destacable, abandonado los elementos más humildes que, a veces, son la clave de la interpretación de un yacimiento. Sin embargo, hay excepciones; existen yacimientos estudiados por especialistas de metodología estricta, donde los bifaces son abundantes y magistralmente tallados, lo que lleva a expresar la admiración que producen tales obras:

Tal es la perfección de la talla de algunos bifaces, que, realmente, da la impresión de que el artista se deleita en ella per se, pues, al menos aparentemente, no le añade ninguna eficacia a esas piezas. De todos modos, nosotros no podemos pronunciarnos aquí, si era el arte o la utilidad de los bifaces lo que buscaban al tallarlos tan finamente; aunque, en nuestro interior, pensamos que buscaban la belleza, la estética, pues, realmente, con piezas más toscas se podía conseguir, tal vez, la misma eficacia.

El descubrimiento, en 1998, de un bifaz oval, de excelente factura, en la Sima de los Huesos de Atapuerca, mezclado con los restos de fósiles de Homo heidelbergensis avivó esta controversia. Dado que se trataba del único vestigio lítico de esta sección del yacimiento (que, tal vez, podría ser un cementerio), unido a las cualidades de la pieza, hicieron que recibiese un trato especial, incluso fue bautizado como Excalibur y se convirtió en una pieza-estrella. Algunos se han atrevido a considerarlo una ofrenda funeraria, lo que puede ser cierto o no, pero, científicamente es imposible de contrastar y ni siquiera debería ser una hipótesis válida (al menos de momento). Sin embargo, la consideración simbólica de este ejemplar, en particular, y de los bifaces, en general, se ha multiplicado en los últimos años, alimentando el debate y la literatura, no siempre científicos.
Como contrapunto, se ofrece aquí la opinión del profesor Martín Almagro Basch, que fue catedrático de la Universidad Complutense de Madrid:

El arte es siempre el mismo, y sólo puede llamarse artista a quien sabe crear, dentro de los límites objetivos, un equivalente al complejo numínico experimentado individualmente y expresado de forma adecuada en relación con la sociedad en que vive.
Así se puede diferenciar la obra esencialmente artística de la herramienta útil, aunque también sea bella. Cuando un hombre prehistórico lograba obtener la maravilla que son esas hachas de Achelense, no hacía obra de arte; ni tampoco la hizo el primitivo al construir con habilidad y experiencia su casa o al adaptar el abrigo rupestre o la cueva para vivienda o santuario.
Martín Almagro

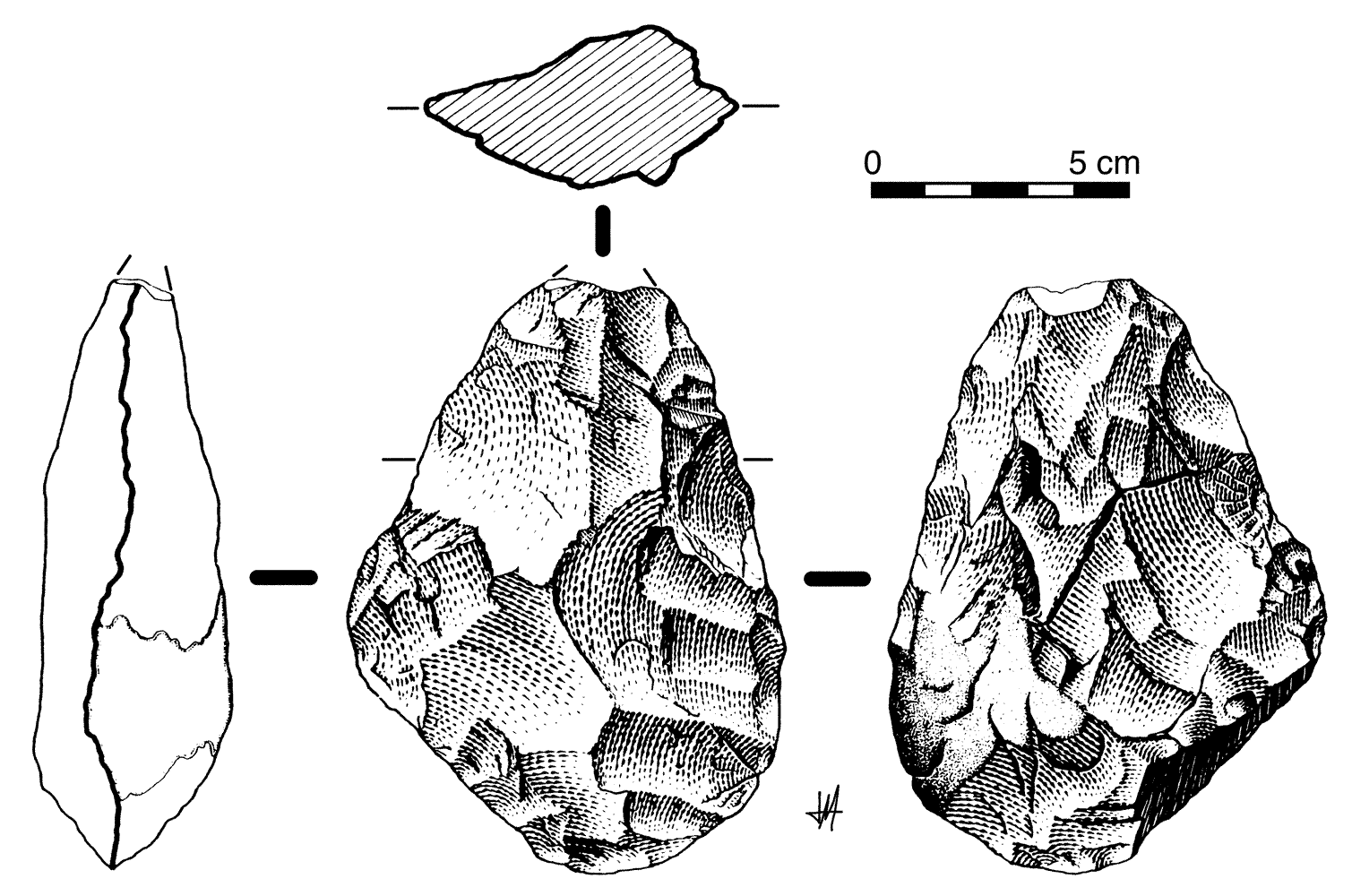
Bifaz achelense tallado con percutor blando
procedente de las terrazas del río Duero.

Lo que parece quedar claro de esta controversia, al menos, es que el bifaz podría ser interpretado como un signo de inteligencia. Pero, lo paradójico, es que, dentro de la panoplia Achelense, el bifaz es uno de los útiles más sencillos de fabricar y no requiere tanta planificación como otro tipo de objetos, generalmente sobre lasca, mucho menos llamativos, pero, sin lugar a dudas, más sofisticados.
Se ha comentado más arriba que los bifaces típicos aparecen hace más de un millón de años. Aunque ahora se sabe que son patrimonio de varias especies humanas, de las que el Homo ergaster parece ser la primera, hasta 1954 no hubo pruebas sólidas sobre quién fabricaba los bifaces: ese año, en Ternifine (Argelia), Camille Arambourg descubrió restos de lo que llamó «Atlántropo», junto a algunos bifaces. Todas las especies asociadas a bifaces (desde Homo ergaster hasta neanderthalensis) demuestran una inteligencia avanzada que en algunos casos va acompañada de rasgos tan modernos como una tecnología relativamente sofisticada, sistemas de defensa contra las inclemencias climáticas (construcción de cabañas, dominio del fuego, ropa de abrigo), ciertos testimonios de pensamiento espiritual (primeros indicios artísticos, como el adorno corporal, el grabado de huesos, el tratamiento ritual de los cadáveres, el desarrollo del lenguaje articulado, etc.). El bifaz no debe ser considerado más que uno más de los muchos síntomas del desarrollo intelectual de los humanos primitivos.